# آزادراه ۲ (ایران)
آزادراه ۲ آزادراهی در ایران است، که از تهران به سوی شمال غرب کشور، تا شهر تبریز می‌رود. این بزرگراه تقاطع بزرگراه شیخ فضل‌الله نوری با بزرگراه آیت الله مهدوی کنی، در غرب تهران را به جاده ۱۴ در غرب فرودگاه بین‌المللی تبریز متصل می‌کند. همچنین حدّ فاصل مشهد تا باغچه در استان خراسان رضوی به طول ۴۰ کیلومتر در نقشه‌ها با شماره ۲ مشخص گردیده‌است. در صورت تکمیل نیمه شرقی این آزادراه، ارتباط نیمه شرقی و غربی کشور به صورت مستقیم برقرار می‌شود.
آزادراه ۲ از مهم‌ترین خطوط ترانزیت ایران است که در جهتی شرقی-غربی از پایتخت کشور به بزرگ‌ترین مرکز اقتصادی شمال غرب کشور، یعنی تبریز، و دومین شهر ایران مشهد، وصل شده‌است. در برنامه توسعه این بزرگراه قرار است این بزرگراه تا مرز ایران با ترکیه امتداد یابد. این بزرگراه در مسیر خود از شهرهای زنجان،خرمدره،ابهر، تاکستان، قزوین، و کرج و داغستان عبور می‌کند.
آزاد راه مشهد - تهران درحال ساخت است. آزاد راه تبریز - بازرگان نیز در ۳ قطعه در حال ساخت است که به ادامه آزادراه ۲ متصل خواهد شد. قطعه ۱ (آزادراه تبریز-مرند) در مراحل اتمام ساخت قرار دارد.

## مسیر

### بخش غربی
| پتروشیمی تبریز |

| ترمینال اتوبوسرانی تبریز |

| ورزشگاه یادگار امام |

| ائل‌گلی |

| ایستگاه متروی ائل‌گلی |

| نیروگاه شهید رجایی |

| ایستگاه متروی شهر جدید هشتگرد |

| ایستگاه متروی ماموت |

| ایستگاه متروی گلشهر |

| ایستگاه متروی محمدشهر |

| ایستگاه متروی کرج |

| ایستگاه متروی وردآورد |

| ایستگاه متروی ایران خودرو |

| ایستگاه متروی چیتگر |

### آزادراه شهدای البرز
| پست برق وردآورد |

| پارک جنگلی وردآورد |

| مجتمع ورزشی شهدای کارگر |

### بخش مرکزی{آزادراه غدیر} (کنارگذر جنوبی تهران)
|                         | آزادراه کرج-قزوین شرق بطرف آبیک-کرج-تهران غرب بطرف قزوین-زنجان                          |
|                         | جاده ۳۲ · شرق بطرف آبیک-تهران · غرب بطرف قزوین-تاکستان                                  |
| استان قزوین استان البرز |                                                                                         |
| ایستگاه عوارضی قطعه ۱   |                                                                                         |
|                         | جاده ۳۸ · شرق بطرف ملارد-شهریار-تهران · غرب بطرف اشتهارد-بوئین زهرا                     |
| استان البرز استان تهران |                                                                                         |
| ایستگاه عوارضی قطعه ۲   |                                                                                         |
| ایستگاه خدمات غدیر      |                                                                                         |
| استان تهران استان مرکزی |                                                                                         |
|                         | جاده ۶۵ · شرق بطرف پرند- فرودگاه بین المللی امام خمینی-تهران · غرب بطرف ساوه            |
|                         | آزادراه تهران-ساوه شرق بطرف فرودگاه بین‌المللی امام خمینی-پرند-تهران غرب بطرف ساوه-همدان |
| استان مرکزی استان تهران |                                                                                         |
| ایستگاه عوارضی قطعه ۳   |                                                                                         |
|                         | جاده ۷۱ · شمال بطرف کهریزک-تهران · جنوب بطرف قم                                         |
|                         | آزادراه تهران-قم (خلیج فارس) شمال بطرف فرودگاه بین‌المللی امام خمینی-تهران جنوب بطرف قم  |
| ایستگاه عوارضی قطعه ۴   |                                                                                         |
|                         | آزادراه حرم تا حرم شرق بطرف چرمشهر-گرمسار-مشهد غرب بطرف قم                              |
| از شرق به غرب           |                                                                                         |

### بخش شرقی (آزادراه حرم تا حرم)
|                                                      | آزادراه امیرکبیر شمال بطرف قم-تهران جنوب بطرف کاشان-اصفهان                                          |
|                                                      | شهرک صعنتی چوب و نجاری ثامن الائمه                                                                  |
| ایستگاه خدمات کویر سرخ                               | |
|                                                      | قمرود                                                                                               |
| ایستگاه عوارضی قم                                    | |
| ایستگاه خدمات حرم تا حرم                             | |
| استان قم استان تهران                                 | |
|                                                      | آزادراه غدیر بطرف تهران-ساوه- فرودگاه بین‌المللی امام خمینی-قزوین                                    |
|                                                      | چرمشهر شمال بطرف آب‌باریک-ورامین-تهران                                                               |
|                                                      | امامزاده عبدالله جنوب بطرف عسگرآباد شمال بطرف حسن‌آباد کوه گچ - قلعه بلند \| ایستگاه راه‌آهن ابردژ \| |
| استان تهران استان سمنان                              | |
|                                                      | ایستگاه راه‌آهن کویر                                                                                 |
| ایستگاه عوارضی گرمسار                                | |
|                                                      | جاده ۴۴ · شرق بطرف گرمسار                                                                           |
| در دست احداث                                         | |
| استان سمنان استان خراسان رضوی                        | |
| در دست احداث                                         | |
|                                                      | جاده ۴۴ · غرب بطرف نیشابور-تهران-تربت حیدریه · شرق بطرف مشهد                                        |
| ایستگاه عوارضی باغچه                                 | |
|                                                      | جاده ۹۷ · شمال بطرف مشهد · جنوب بطرف فریمان-اسلام قلعه-هرات (افغانستان)                             |
|                                                      | آزادراه کنارگذر شمالی مشهد بطرف قوچان-بجنورد-گرگان                                                  |
| ایستگاه عوارضی مشهد                                  | |
|                                                      | جاده ۴۴ · شرق بطرف ملک‌آباد (مشهد) · جاده ۹۷ · جنوب بطرف فریمان                                      |
| مشهد                                                 | |
| ادامه دارد بصورت: بزرگراه کلانتری بطرف مشهد-مرکز شهر | |
| از شرق به غرب                                        | |
| ایستگاه راه‌آهن ابردژ                                 | |

### بخشکنارگذر شمالی مشهد
| در دست احداث بطرف چناران-قوچان-بجنورد-گرگان |                                                                  |
|                                             | جاده ۲۲ · غرب بطرف گلبهار-قوچان-بجنورد-گرگان · شرق بطرف توس-مشهد |
| ایستگاه عوارضی                              |                                                                  |
|                                             | جاده کلات شمال بطرف کلات جنوب بطرف مشهد                          |
| ایستگاه عوارضی                              |                                                                  |
|                                             | غرب بطرف رضویه-مشهد · شرق بطرف جاده ۲۲                           |
|                                             | جاده ۲۲ · غرب بطرف رضویه-مشهد · شرق بطرف سرخس                    |
| ایستگاه عوارضی                              |                                                                  |
|                                             | جاده ۹۷ · شمال بطرف مشهد · جنوب بطرف فریمان-تربت جام-تایباد      |
|                                             | آزادراه حرم تا حرم جنوب بطرف باغچه-نیشابور-تهران شمال بطرف مشهد  |
| از شرق به غرب                               |                                                                  |

## آزادراه تهران کرج

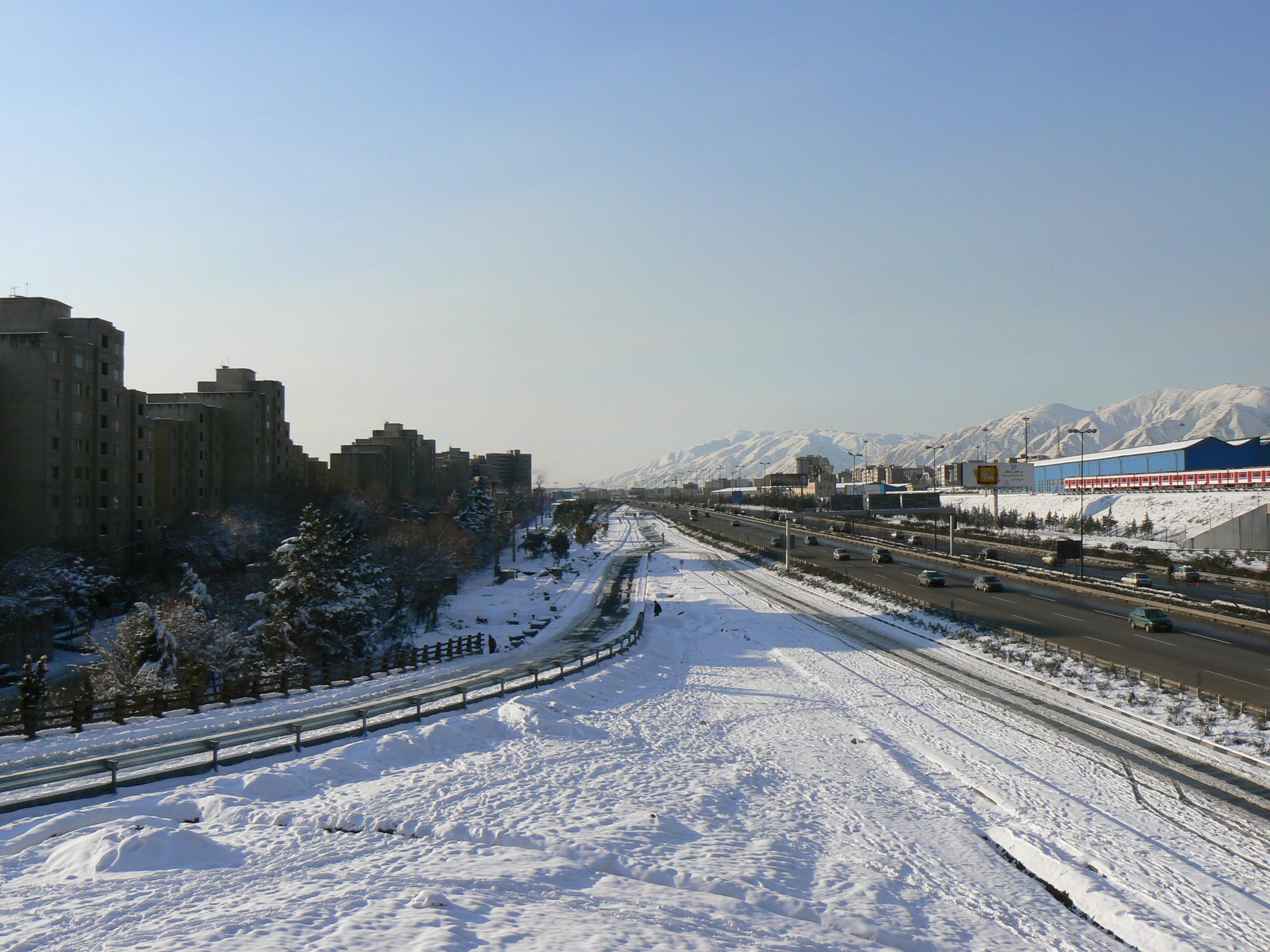
خروجی آزادراه از تهران به سوی کرج

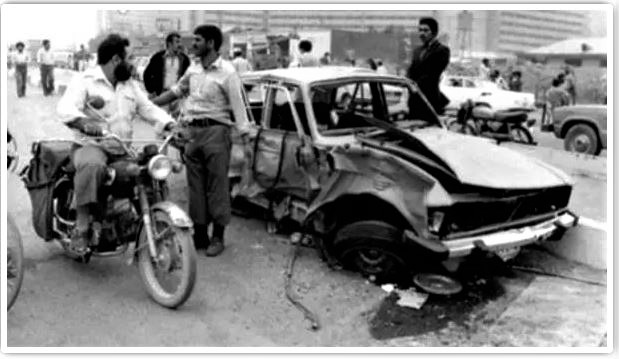
بمباران آزاد راه تهران کرج مقابل شهرک اکباتان، توسط عراق در شروع جنگ ایران و عراق

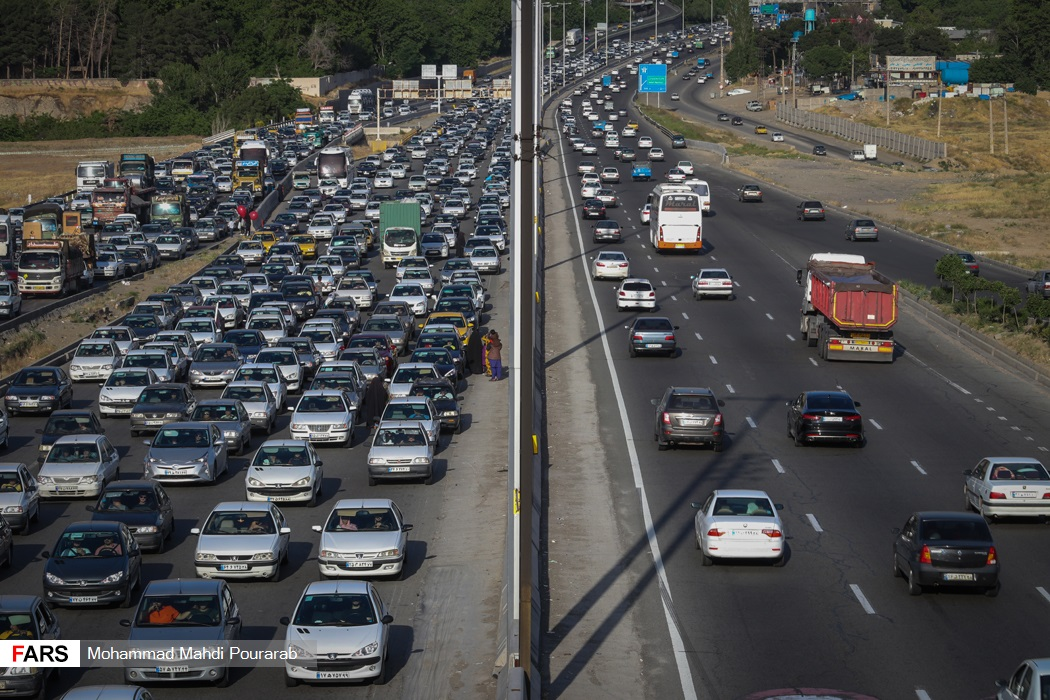
آزادراه تهران-کرج

آزادراه تهران-کرج آزادراهی است که با پهنای ۵ باند در هر مسیر در زمان محمدرضا شاه پهلوی و با نظارت مستقیم نخست‌وزیر وقت امیرعباس هویدا و با سرمایه‌گذاری بودجه عمرانی ساخته شد. هدف از این راه ایجاد ارتباط آسان تهران و حومه غربی خود و سکونت جمعیت مازاد تهران در حومه غربی است.
این آزادراه در ۲۰ آذر ۱۳۴۵ تأسیس گردید، در آن سال کل هزینهٔ ساخت این آزادراه ۶۰ میلیون تومان شد. در این مسیر سه پمپ بنزین وجود دارد که دو تا از این پمپ بنزین‌ها در مسیر غرب به شرق و تقریباً در دو سر آن استقرار یافته و پمپ بنزین دیگر در میانه‌های مسیر در منطقه ورداورد قرار دارد. ادامه این اتوبان به قزوین می‌رسد که در ادامه مسیر دو شاخه می‌شود یک مسیر به سمت رشت رفته و دیگری از تاکستان، ابهر،خرمدره و زنجان به سمت تبریز می‌رود.

## آزادراه شهدای البرز

### فاز یک
از تقاطع بزرگراه شهید همت با بزرگراه آیت الله مهدوی کنی شروع می‌گردد که آزادراه تهران - شمال از این تقاطع بسمت استان مازندران (چالوس) می‌رود. بزرگراه شهید خرازی پس از عبور از مرز مابین محلات زیبادشت و دهکده المپیک و شمال شهرک راه‌آهن از تقاطع بلوار پژوهش تا وردآورد ادامه دارد.

### فاز دو و سه
بزرگراه شهید خرازی در ادامه مسیر با توجه به تصمیم وزارت راه و شهرسازی در دولت نهم و دهم به منظور امتداد این بزرگراه تا کرج در دستور کار شهرداری تهران قرار گرفت. ادامه این بخش از بزرگراه خرازی تا جاده کرج-چالوس (۵۹) و در ادامه به آزادراه کنارگذر شمالی کرج در کرج می‌رسد.
فاز دو شامل گرمدره تا شهرک جهان‌نما (۵/۱ کیلومتر) و فاز سه از شهرک جهان‌نما تا کرج (۴/۵ کیلومتر) خواهد بود. قطعه‌های پایانی این بزرگراه که به جاده چالوس می‌رسد و در اصل انتهای این بزرگراه است، در تاریخ ۲۷ اسفند ۱۳۹۸ به بهره‌برداری رسید.

## آزادراه کنارگذر شمالی کرج

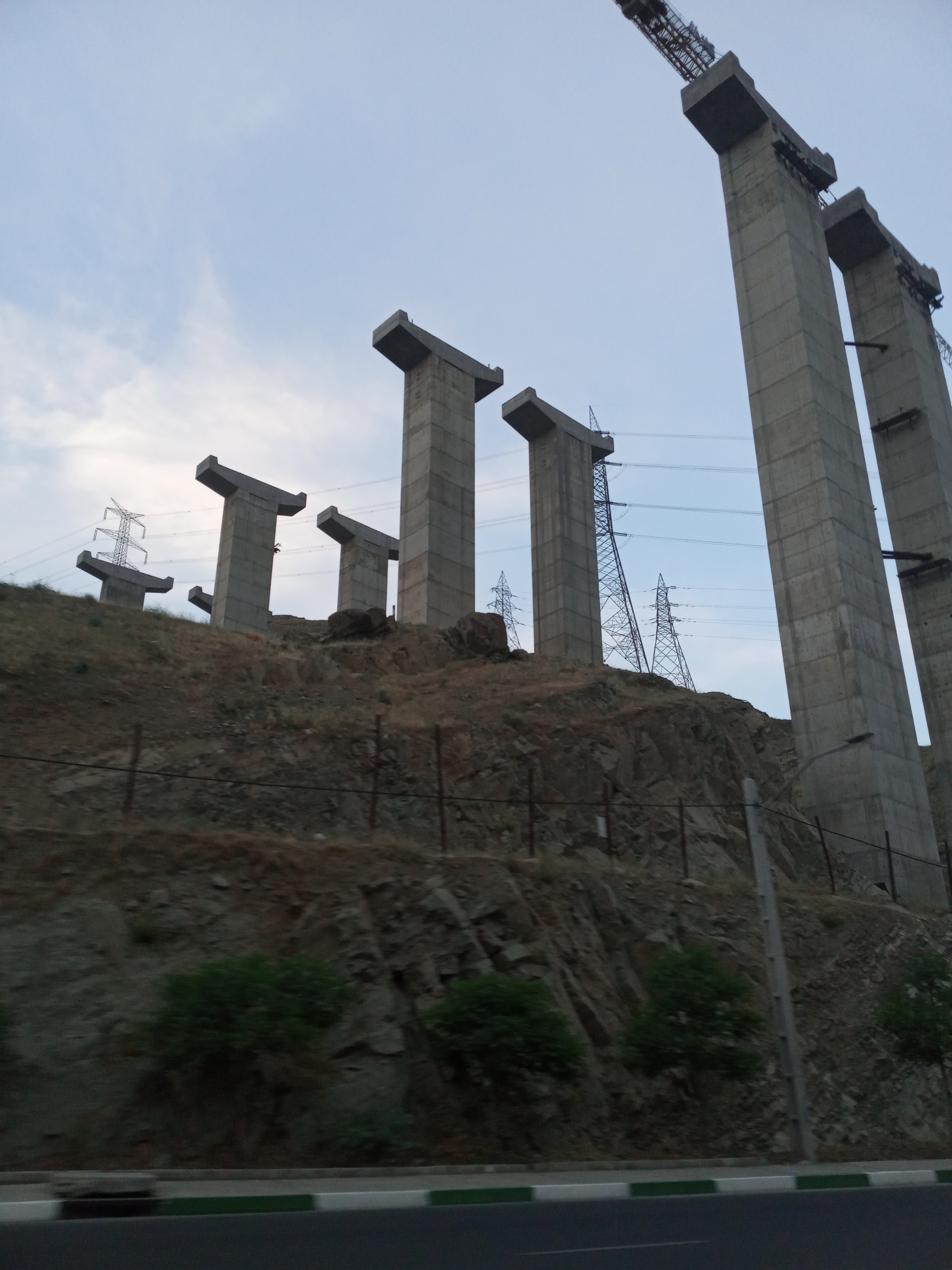
پایه های پل B1 بزرگراه شمالی کرج_ابتدای جاده چالوس

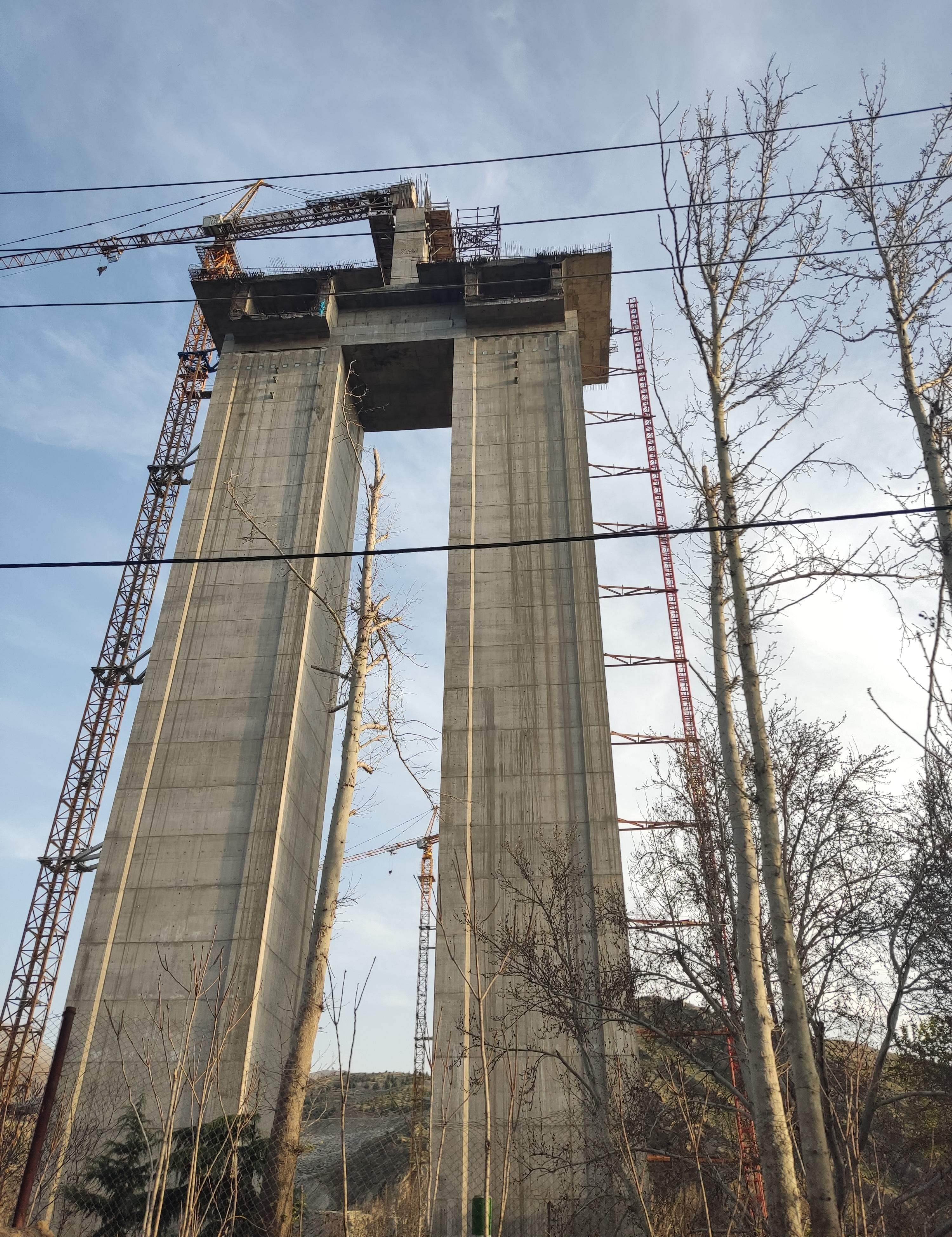
ستون‌های پل بی۱ در ابتدای جاده چالوس، این پل پس از تکمیل دومین پل بلند ایران و اولین پل بلند ایران با سازه بتنی خواهد شد

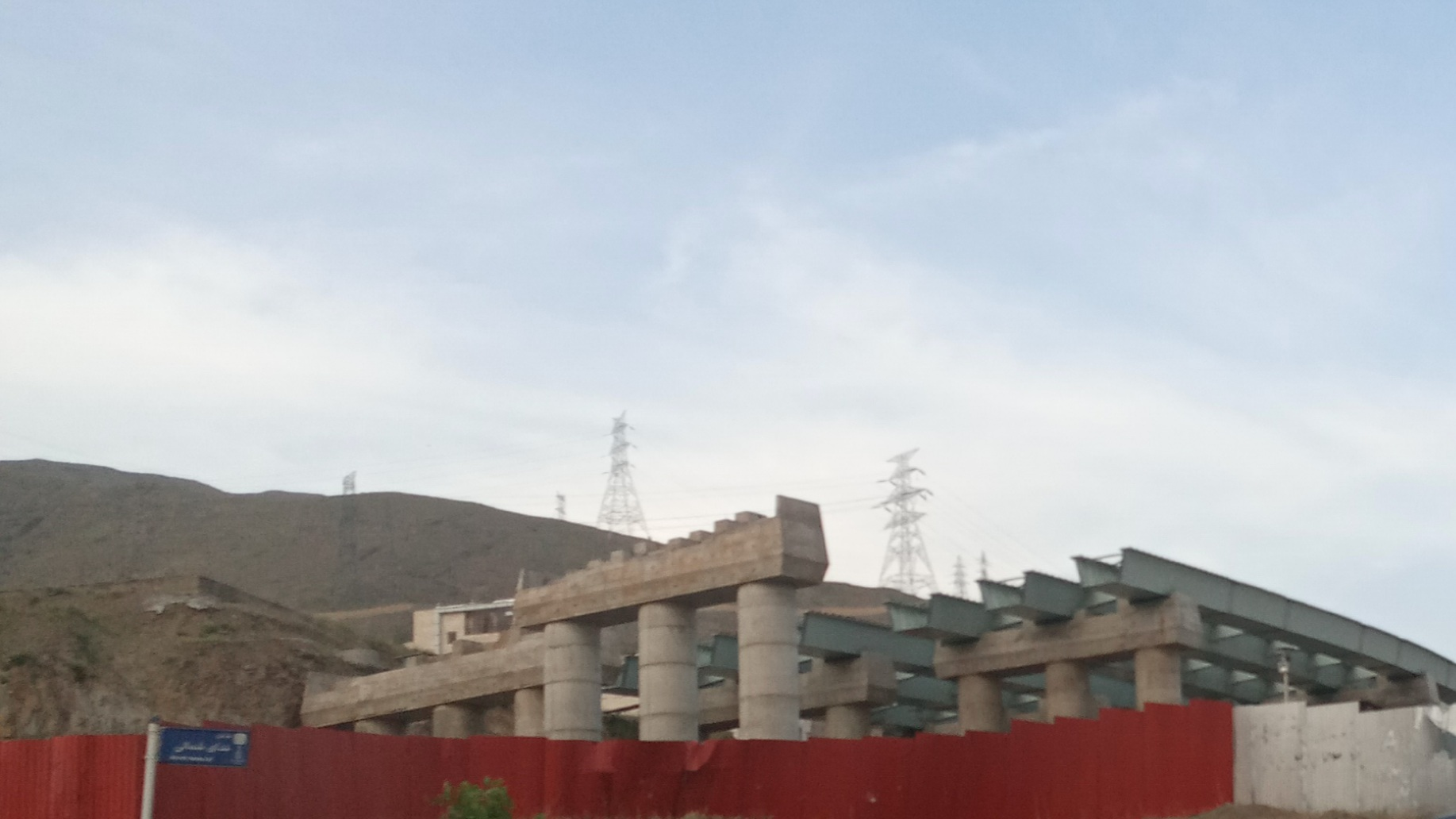
بخشی از بزرگراه شمالی کرج در عظیمیه

آزادراه کنارگذر شمالی کرج دومین بزرگراه درون‌شهری کرج و یکی از بزرگترین پروژه‌های شهری کرج می‌باشد. این بزرگراه از ادامه آزادراه شهدای البرز در تقاطع با ابتدای جاده چالوس (بلوار جانبازان)، شروع و در بزرگراه خوارزمی حصارک به پایان می‌رسد. البته در سال ۱۴۰۳ قرار است به آزادراه کرج- قزوین وصل شود.
این پروژه دردست احداث ۱۱ تقاطع و ۱۹ پل دارد. دومین پل بلند کشور بعد از پل لالی خوزستان در این بزرگراه با ارتفاع ۱۳۲ متر در حال ساخت است.
این پروژه در سال ۱۳۹۵ در کرج با اعتبار هزار میلیارد تومان آغاز شد و فاز اول آن به طول ۱۷٫۵کیلومتر در حال احداث است. همچنین پیمانکار این پروژه، شرکت سازه‌های آذران می‌باشد.
پیش‌بینی شده پل B1 (بیلقان) که برروی ابتدای جاده چالوس (بلوار جانبازان) و رودخانه کرج در حال احداث است می‌تواند نماد شهری مناسبی برای کلان‌شهر کرج باشد.
بخش نخست و میانی این آزادراه به‌طول ۷‌.۶ کیلومتر در تاریخ ۱۷ آذر ۱۴۰۲ با حضور سید ابراهیم رئیسی رئیس جمهوری اسلامی ایران افتتاح شد. بخش افتتاح شده این آزادراه از انتهای بلوار طالقانی شمالی در نزدیکی بام کرج آغاز شده و با عبور از کنار شهرک فراز و دانشگاه‌های علوم پزشکی البرز و پیام نور کرج به تقاطع بلوار انرژی اتمی و در ادامه به انتهای بلوار انقلاب شمالی رسیده و پایان می‌یابد.

## آزادراه کرج-قزوین
آزادراهی است میان دو استان البرز و قزوین و بخشی از آزادراه ۲ است که عملیات احداث آن با سرمایه‌گذاری بودجه عمرانی از سال ۱۳۵۲ آغاز گردیده و در سال ۱۳۵۹ به بهره‌برداری رسید. این آزادراه پرتصادف‌ترین آزادراه کشور می‌باشد.

## آزادراه قزوین زنجان
آزادراه قزوین زنجان بخش سوم آزاد راه شماره ۲ کشور می‌باشد. این آزادراه ۱۸۹کیلومتر است که با متصل کردن دو استان قزوین به زنجان از شهرهای قزوین،تاکستان ابهر،خرمدره و زنجان رد شده و به آزادراه زنجان تبریز، بخش چهارم این آزادراه متصل می‌شود.  عملیات احداث این آزادراه از سال ۱۳۶۹ با مشارکت بانک ملی ایران شروع شده و در سال ۱۳۷۵ به بهره‌برداری رسید.

## آزادراه زنجان تبریز
آزادراه زنجان-تبریز بخش چهارم این بزرگراه است که از شهر زنجان تا تبریز ادامه می‌یابد و در نزدیکی تبریز به کمربندی جنوبی این شهر، بزرگراه شهید کسایی، متصل شده و پس از عبور از منطقه صنعتی غرب تبریز به جاده ۱۴ ایران متصل می‌شود. طول این آزادراه حدود۲۸۰ کیلومتر است .عملیات احداث این آزادراه با مشارکت بانک‌های ملی، صادرات و رفاه از سال ۱۳۷۴ شروع شده و در سال ۱۳۹۲ به بهره‌برداری رسید.

## آزادراه تبریز بازرگان
آزادراه تبریز بازرگان بخش پنجم این بزرگراه است که از تبریز تا پایانه مرزی بازرگان ادامه می‌یابد. این آزادراه هم‌اکنون در حال ساخت می‌باشد. این آزادراه شامل ۳ فاز تبریز-مرند، مرند-ایواوغلی و ایواوغلی-بازرگان می‌باشد که در حال حاضر، قطعه ۱ آزادراه تبریز-مرند در ۱۶ بهمن ۱۴۰۳ توسط رئیس جمهور وقت مسعود پزشکیان به طول ۲۴ کیلومتر افتتاح گردید.

## آزادراه تهران-مشهد
اجرای آزادراه حرم تا حرم در مهر ماه سال ۸۹ باهدف اتصال قم و تهران به خراسان رضوی از مسیر استان سمنان در دستور کار قرار گرفت.
بر اساس قرارداد دولت و قرارگاه خاتم‌الانبیاء، سهم بخش دولتی در این پروژه ۷۰ درصد و سهم بخش خصوصی ۳۰درصد پیش‌بینی‌شده بود.
طرح آزاد راه حرم تا حرم به منظور گسترش شبکه آزاد راهی کشور در بستر BOT (مشارکت بخش خصوصی) با همکاری قرار گاه سازندگی خاتم الانبیا از سال ۹۱ از قم به گرمسار آغاز شد و در مدت دو سال اولین قطعه آن در مسیر قم - گرمسار به طول ۱۵۰ کیلومتر بهره‌برداری رسید. هم‌اکنون با فعالیت جهادی متخصصان، مرحله دوم آزاد راه حرم تا حرم در مسیر گرمسار-سمنان در دست اجراست.

## نگارخانه

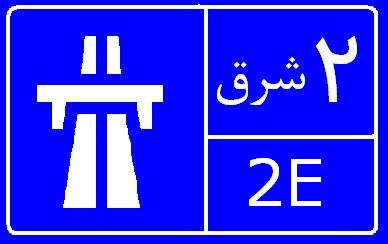
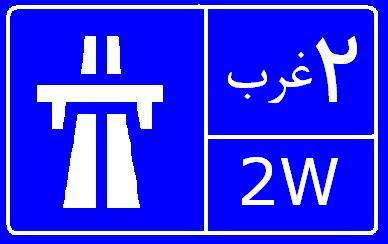
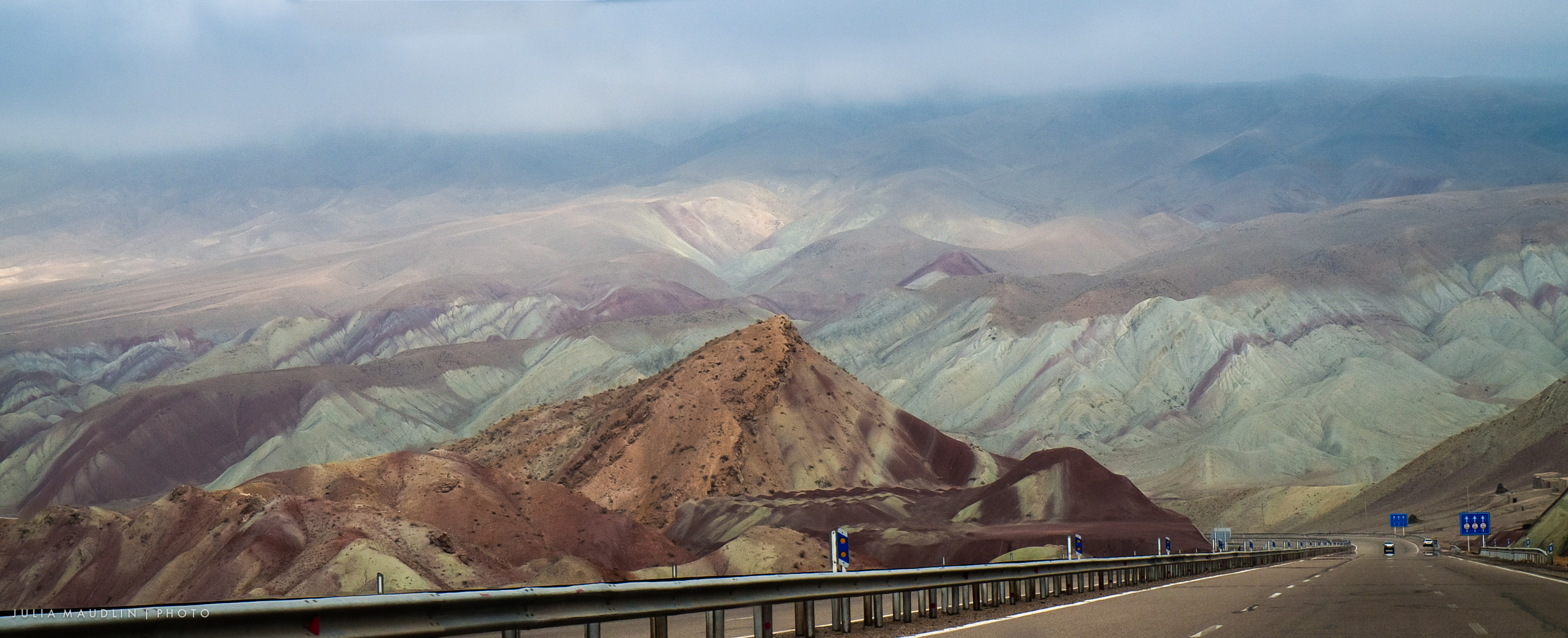
آزادراه زنجان-تبریز
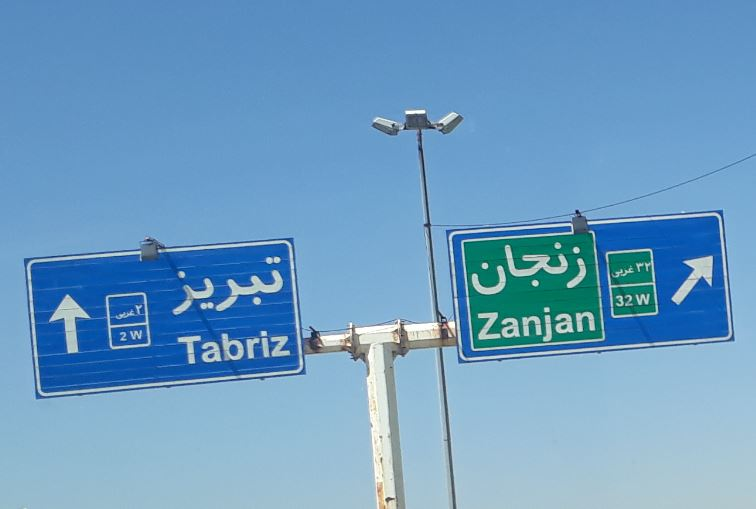
تقاطع جاده۳۲ و آزادراه۲
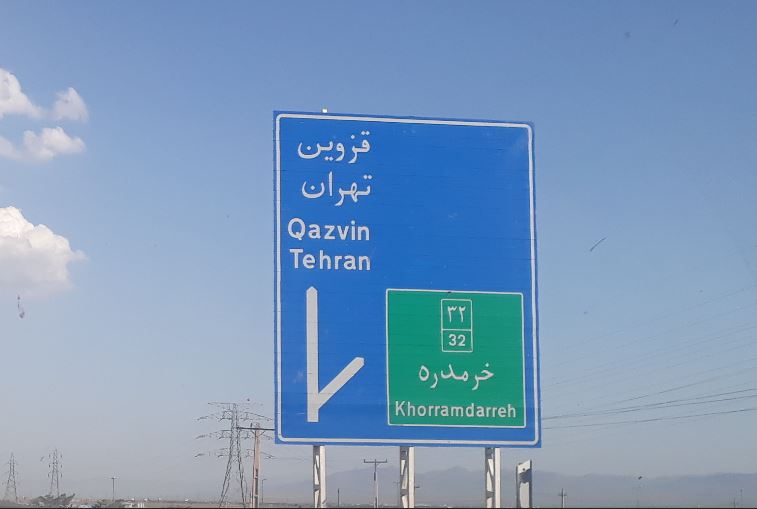
خروجی خرمدره در آزادراه زنجان قزوین
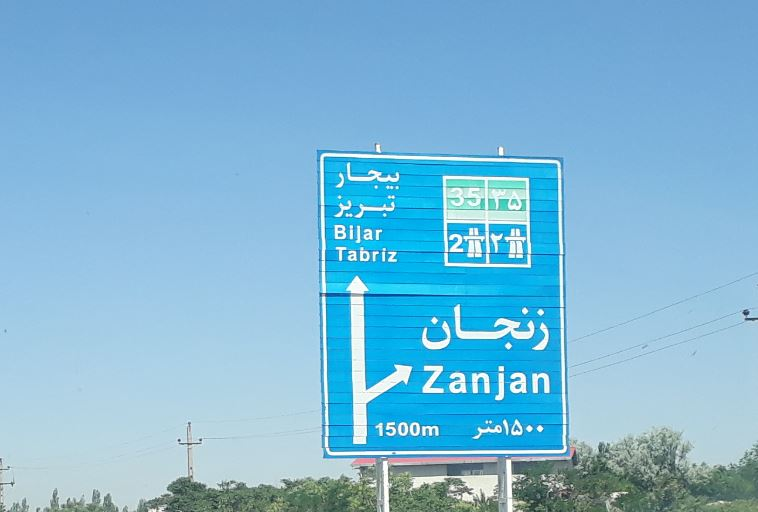
۱۵۰۰متر تا خروجی زنجان در آزادراه
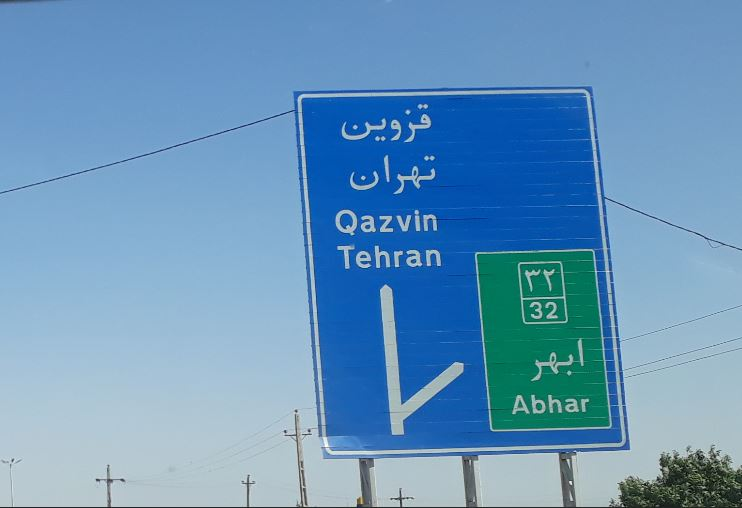
خروجی ابهر در آزادراه زنجان قزوین
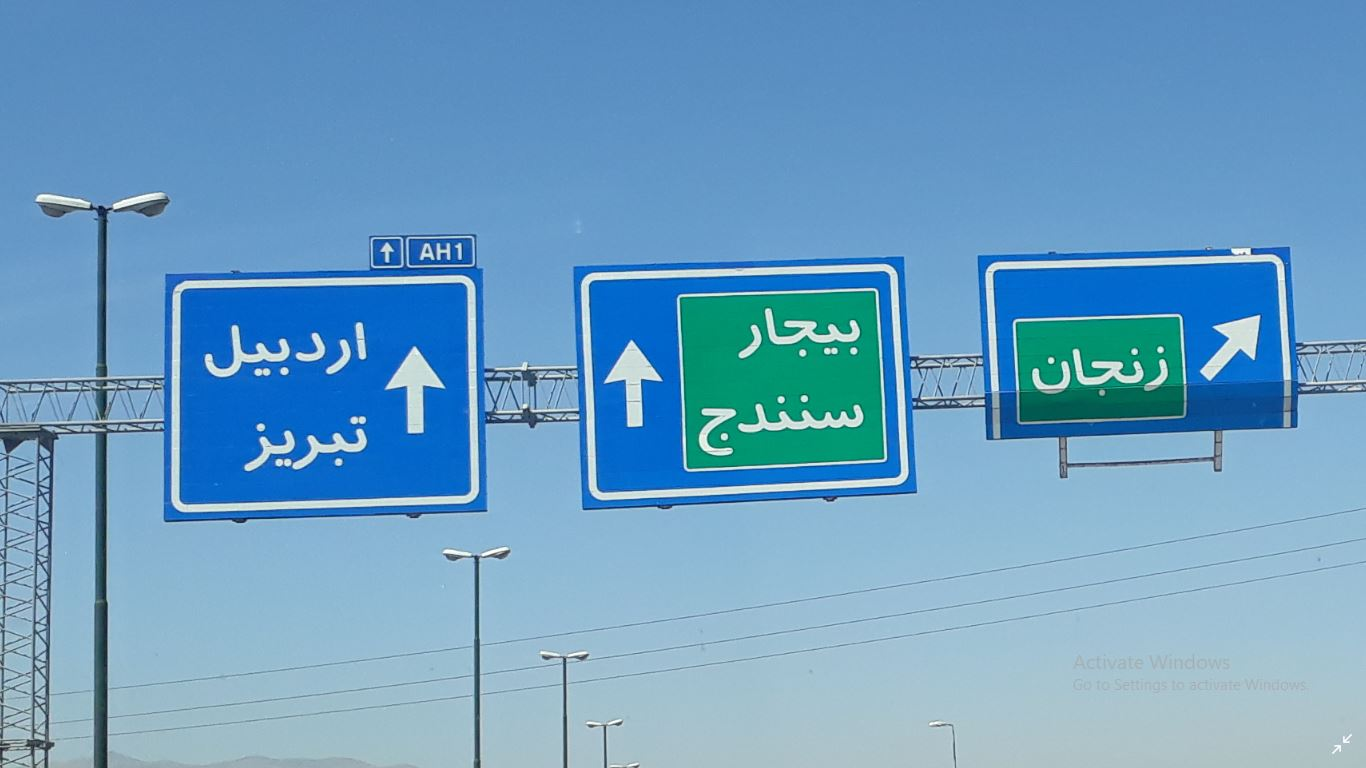
خروجی زنجان در آزادراه۲
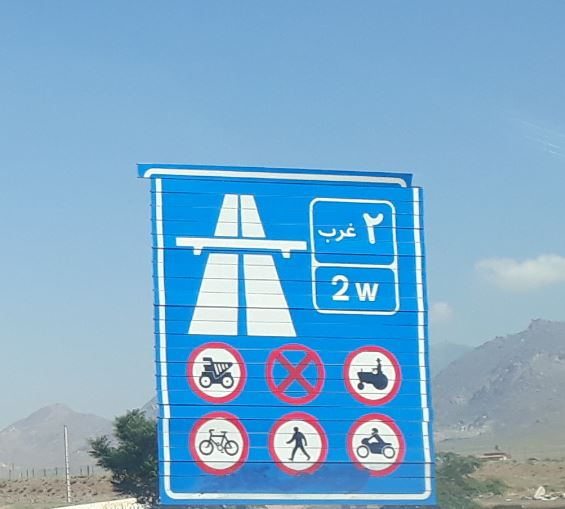
آزادراه۲ غرب
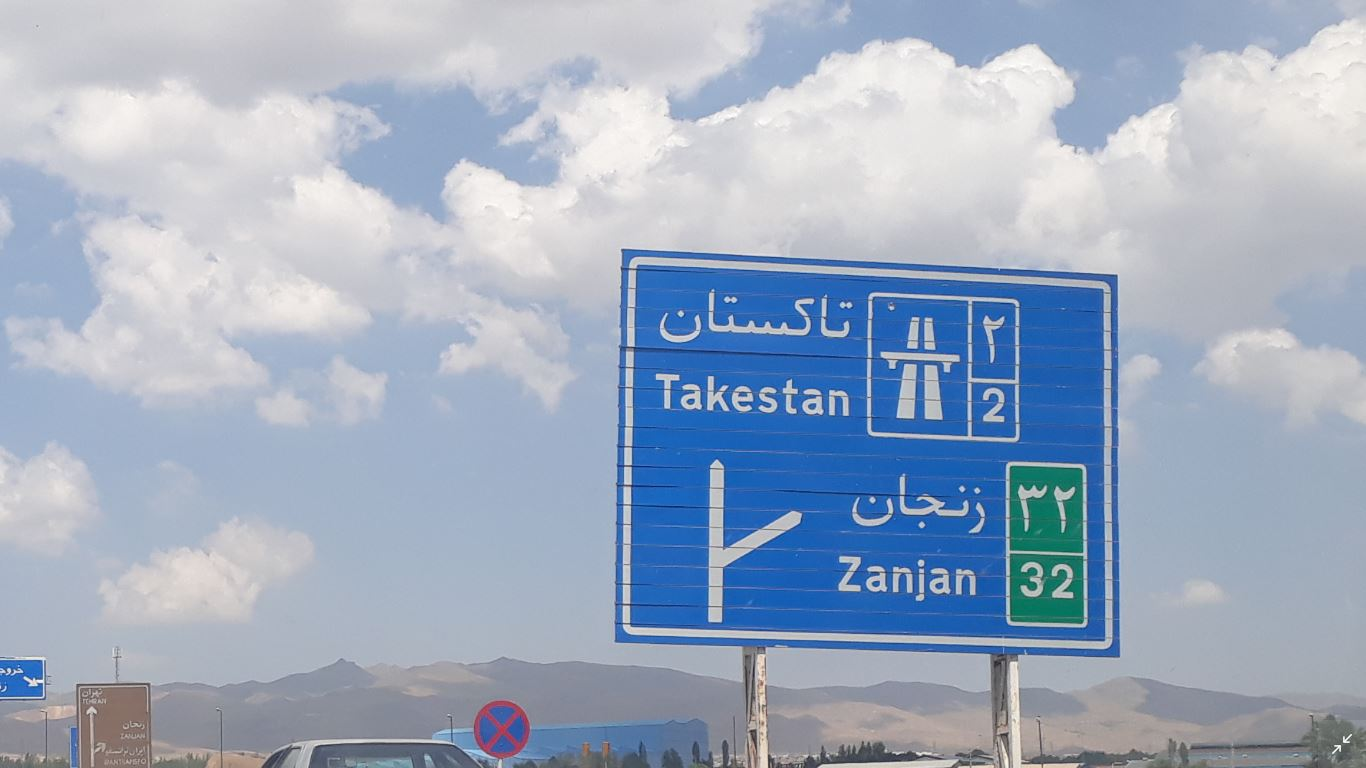
ابندای آزادراه۲ در زنجان
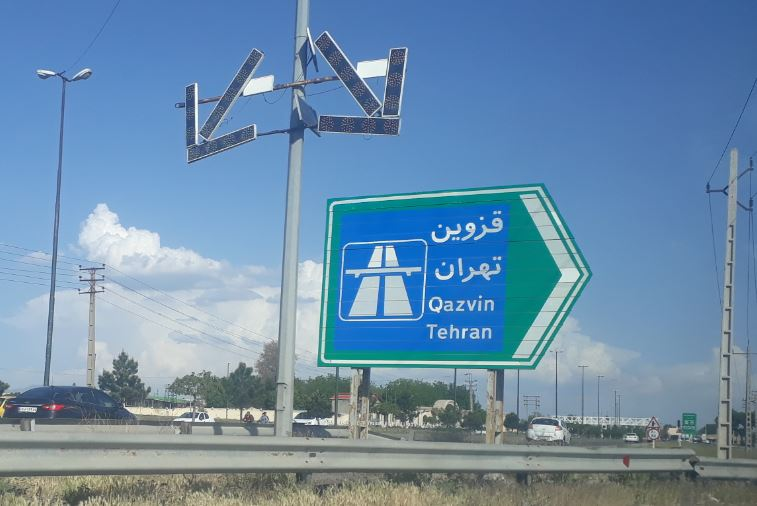
ورودی آزادراه۲ در زنجان
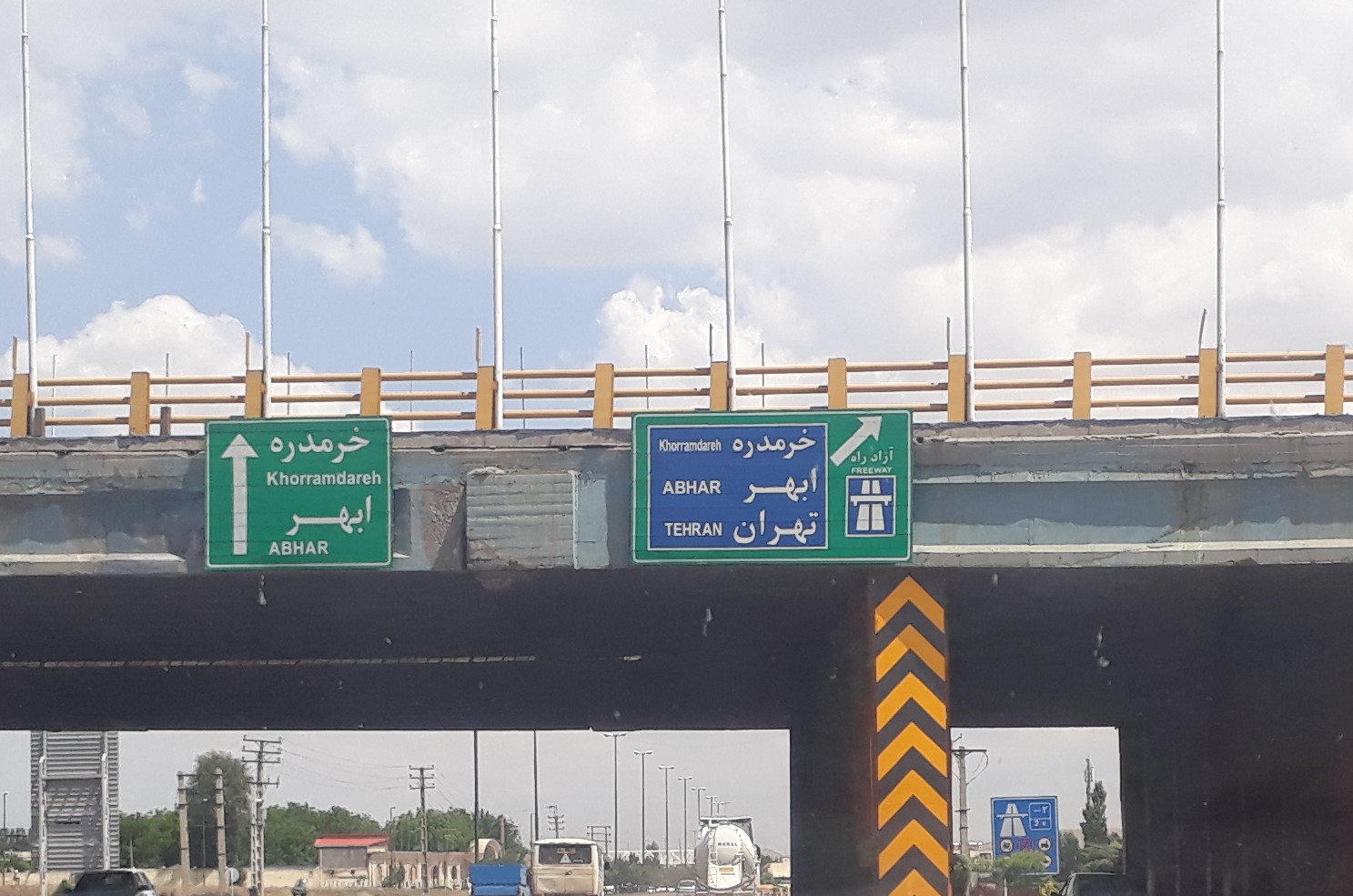
تقاطع آزادراه ۲ و جاده32 در زنجان(پل:آزادراه و زیر گذر:جاده32)
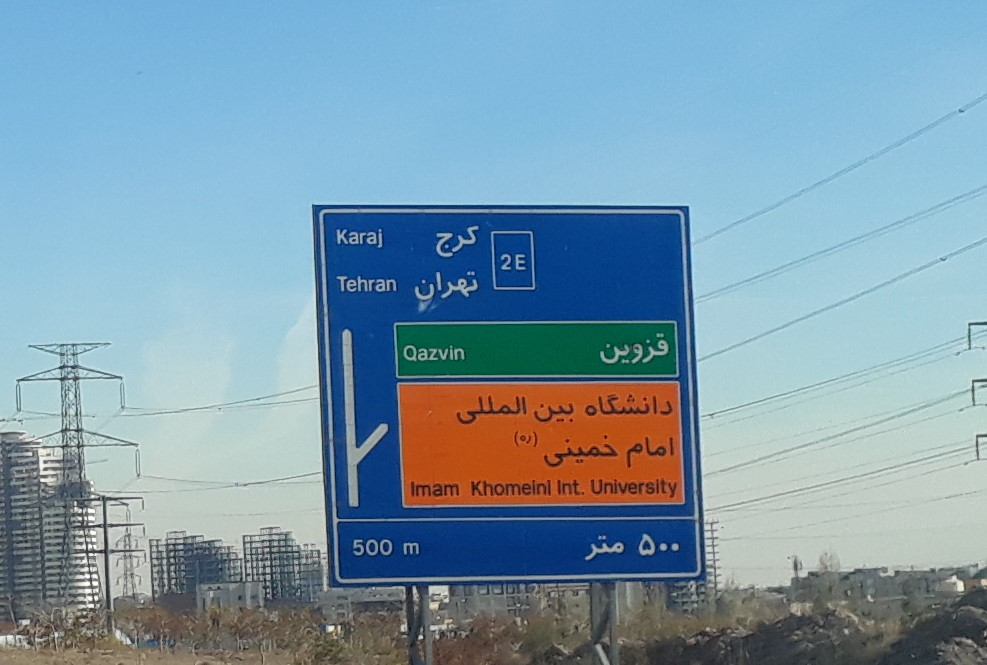
۵۰۰متر تا خروجی قزوین در آزادراه قزوین-زنجان
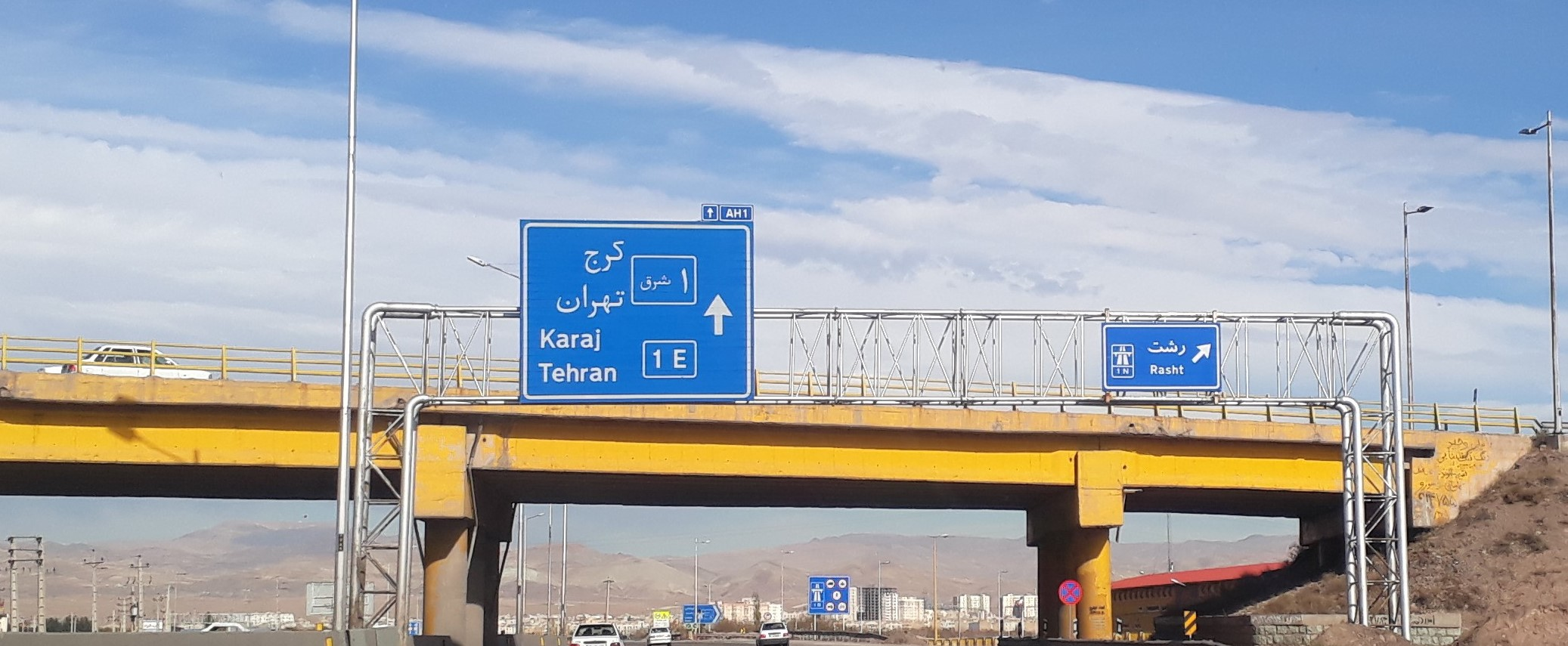
پل تقاطع آزادراه قزوین-رشت در آزادراه زنجان-قزوین
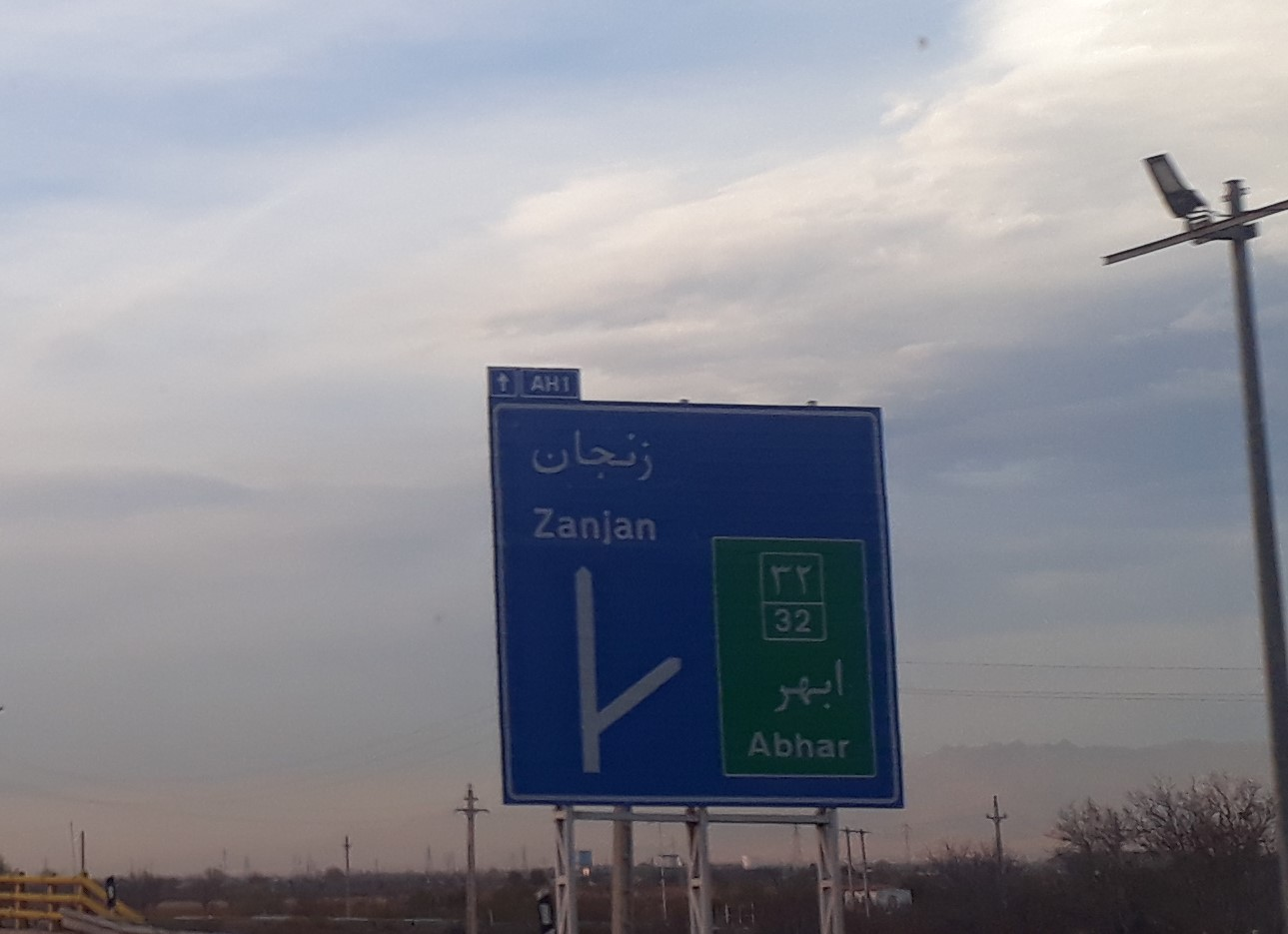
خروجی ابهر در آزادراه قزوین-زنجان
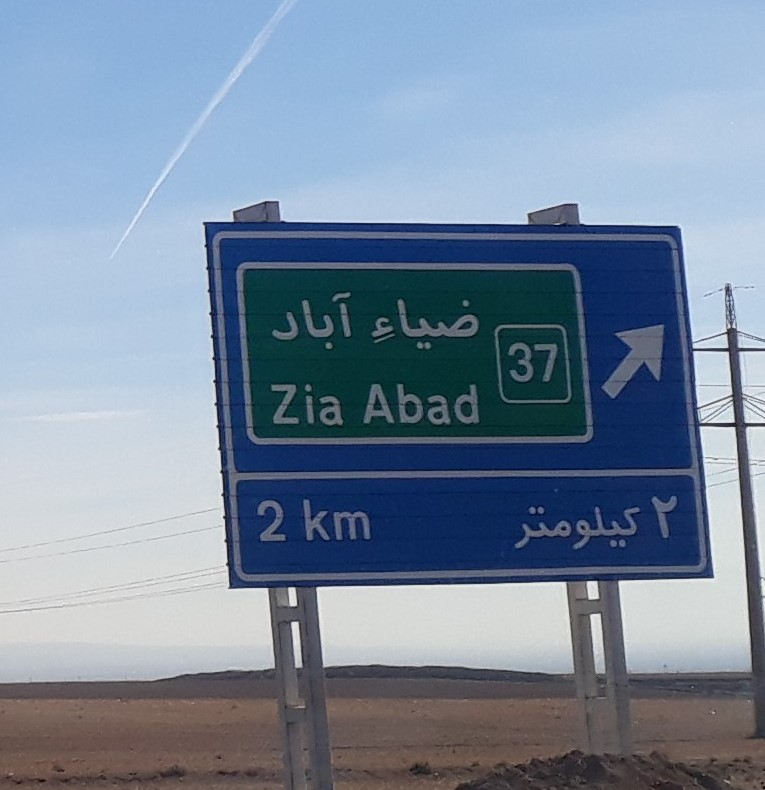
۲ کیلومتر تا خروجی ضیاء آباد (بطرف جاده۳۷) در آزادراه زنجان-قزوین
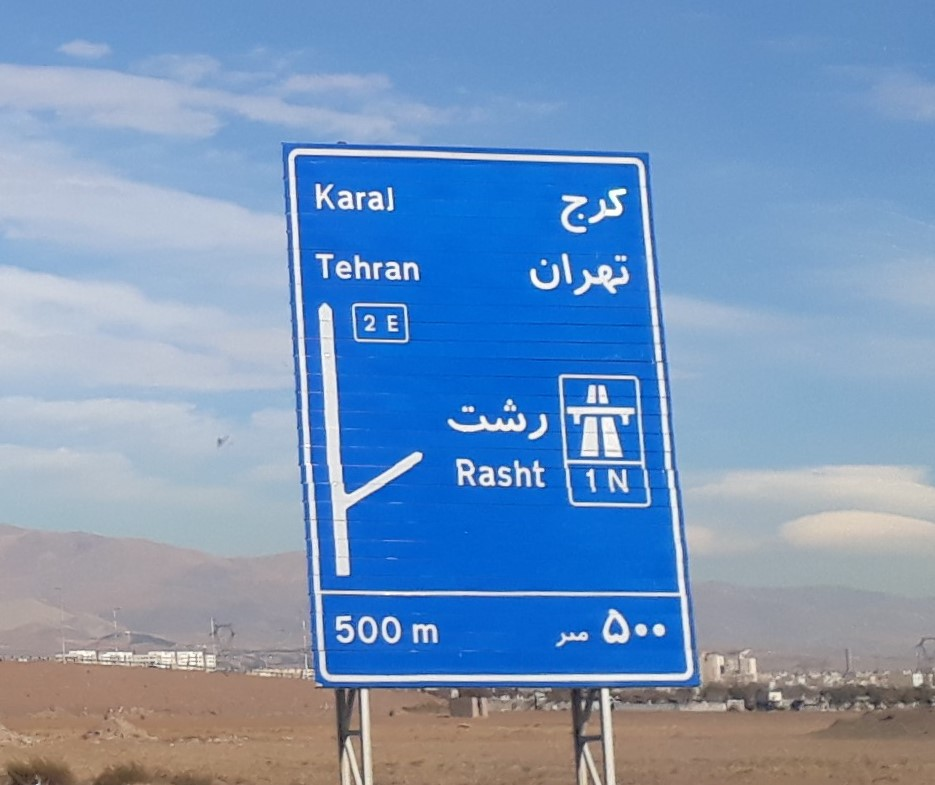
۵۰۰متر تا خروجی آزادراه ۱ در آزادراه زنجان-قزوین
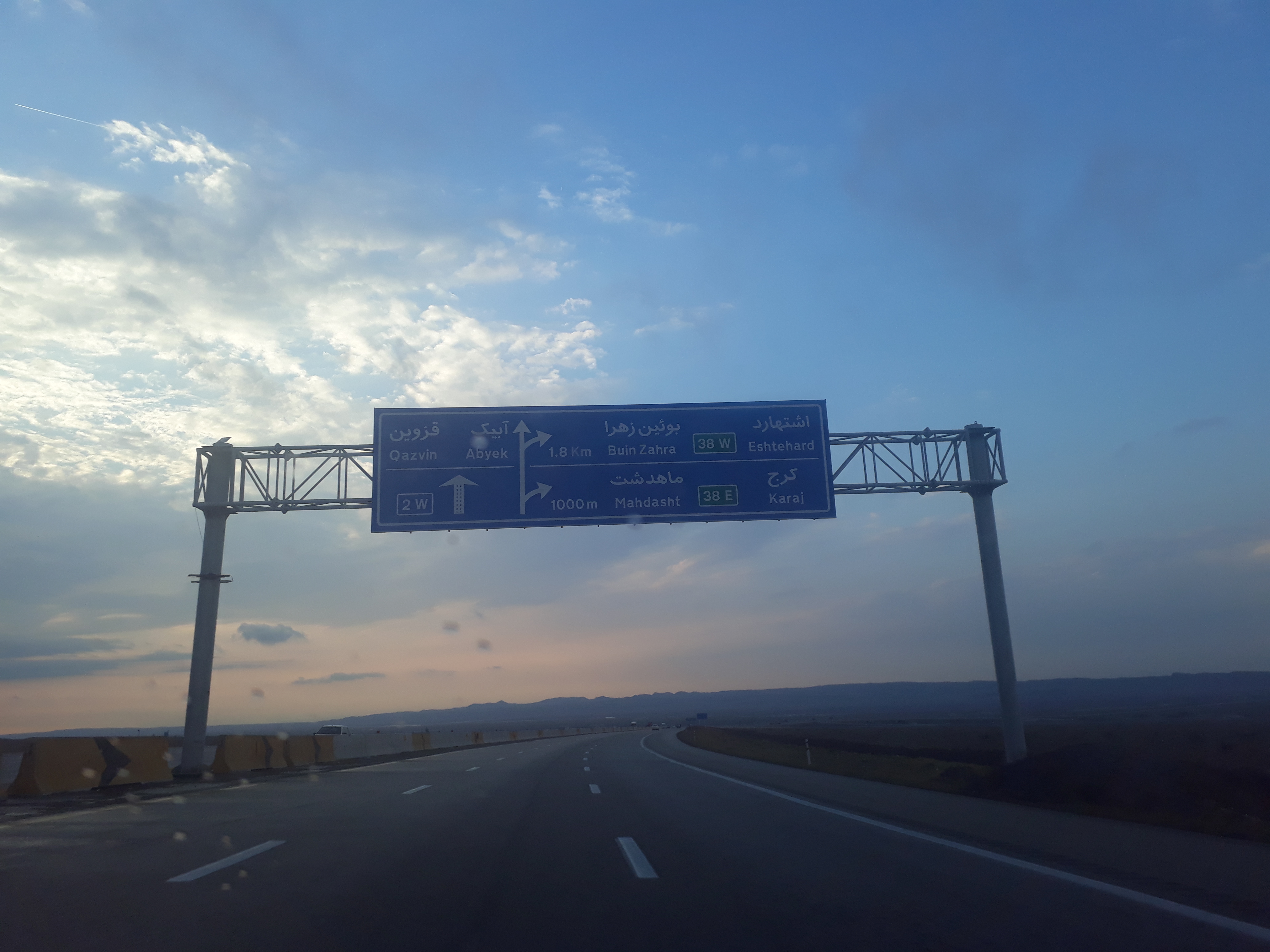
تقاطع آزادراه غدیر با جاده۳۸
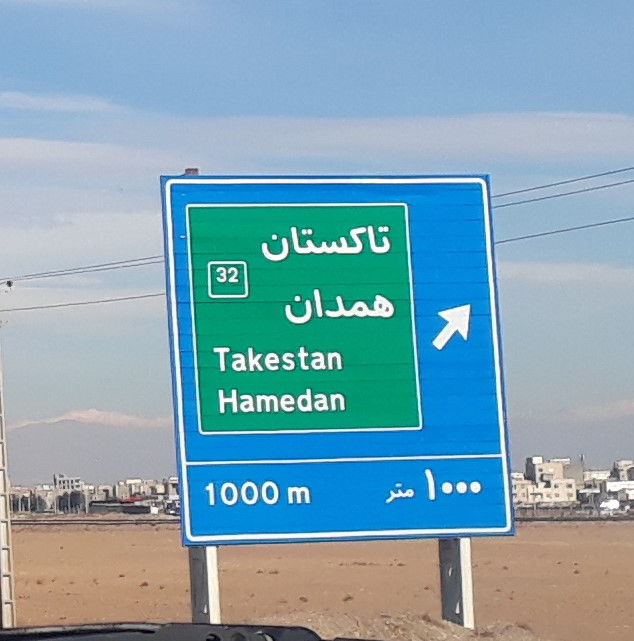
۱۰۰۰متر تا خروجی تاکستان در آزادراه زنجان-قزوین
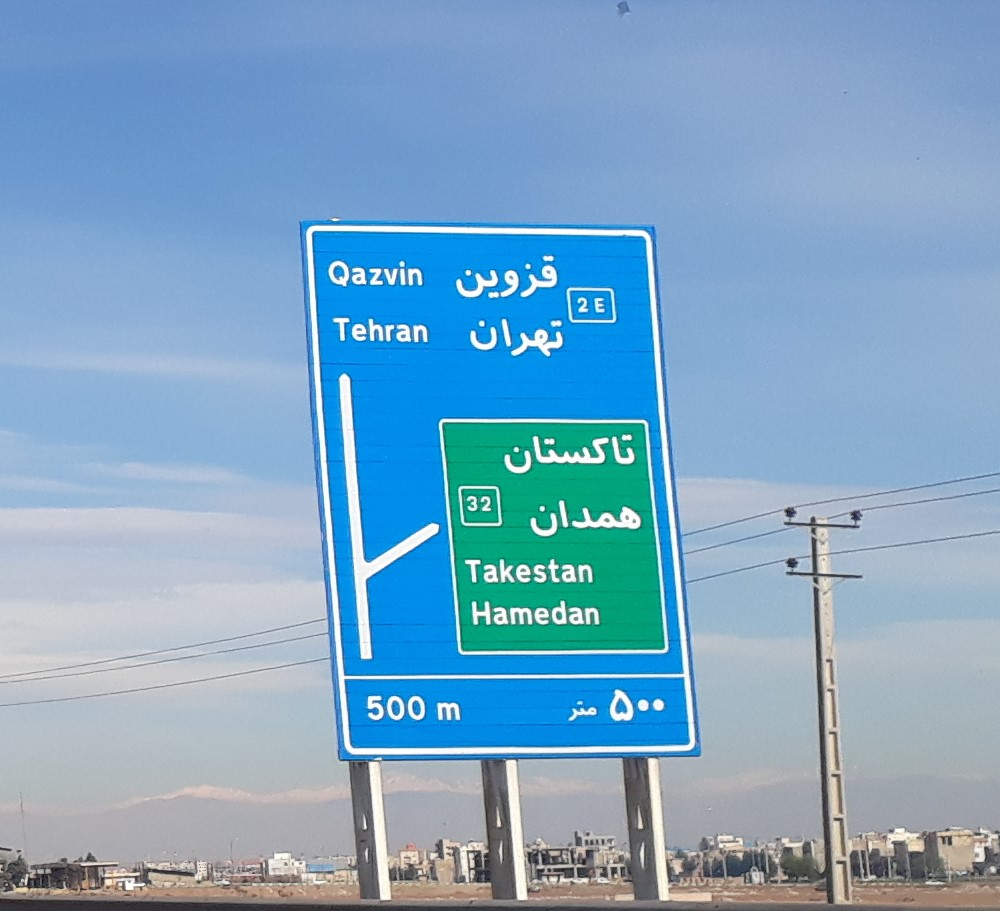
۵۰۰متر تا خروجی تاکستان در آزادراه زنجان-قزوین
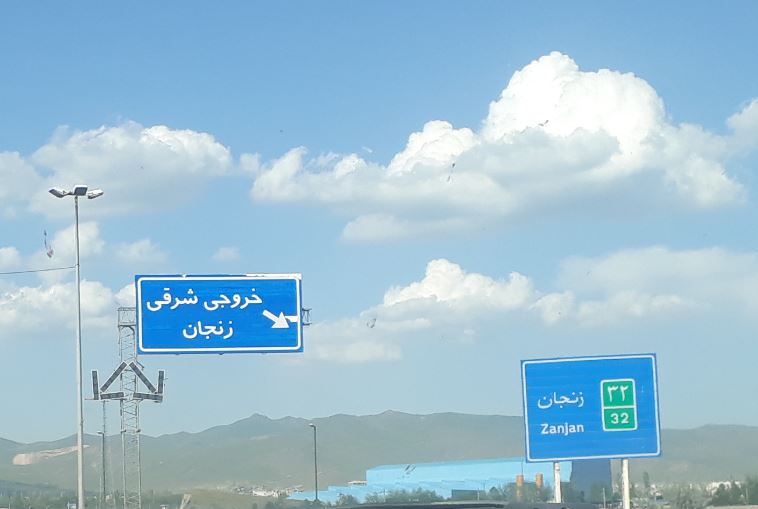
خروجی شرقی زنجان در آزادراه زنجان-قزوین
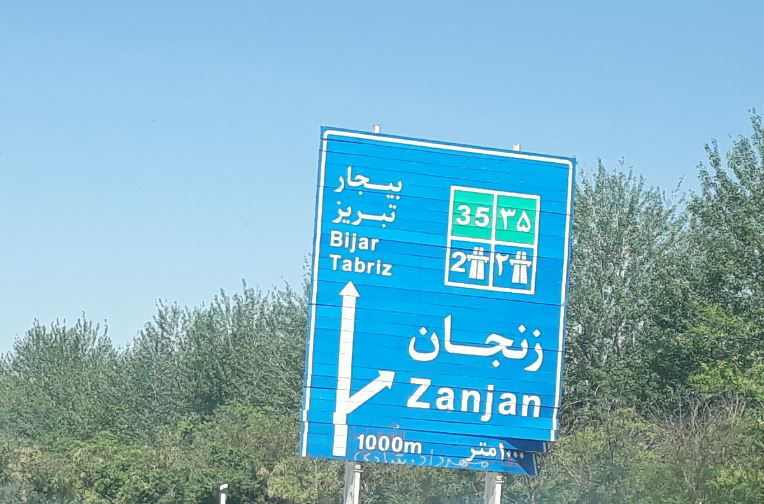
۱۰۰۰متر تا خروجی زنجان در آزادراه۲
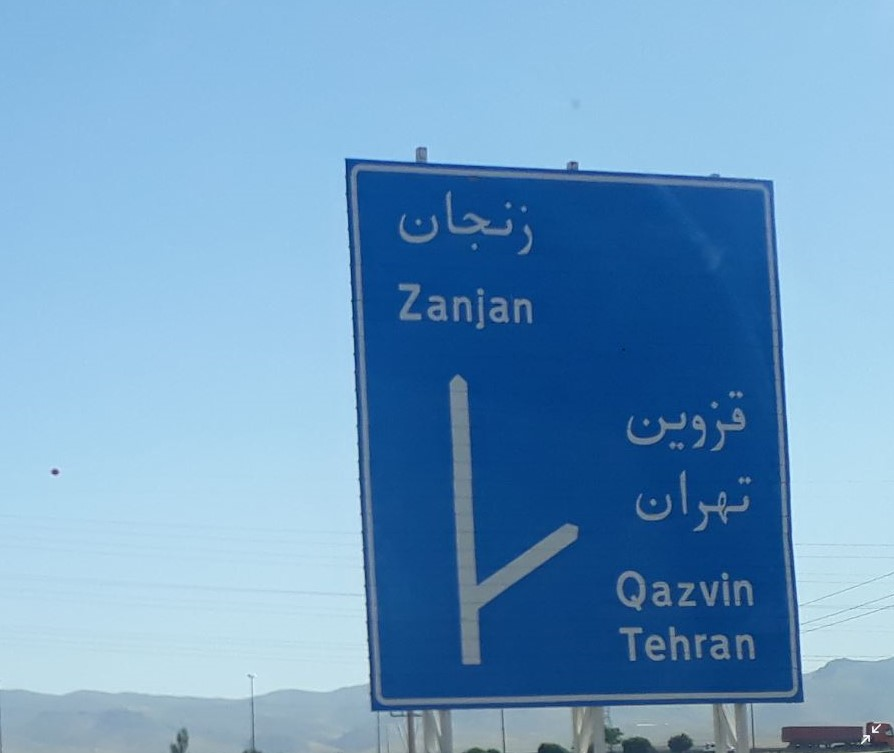
ورودی آزادراه۲ بعد از عوارضی
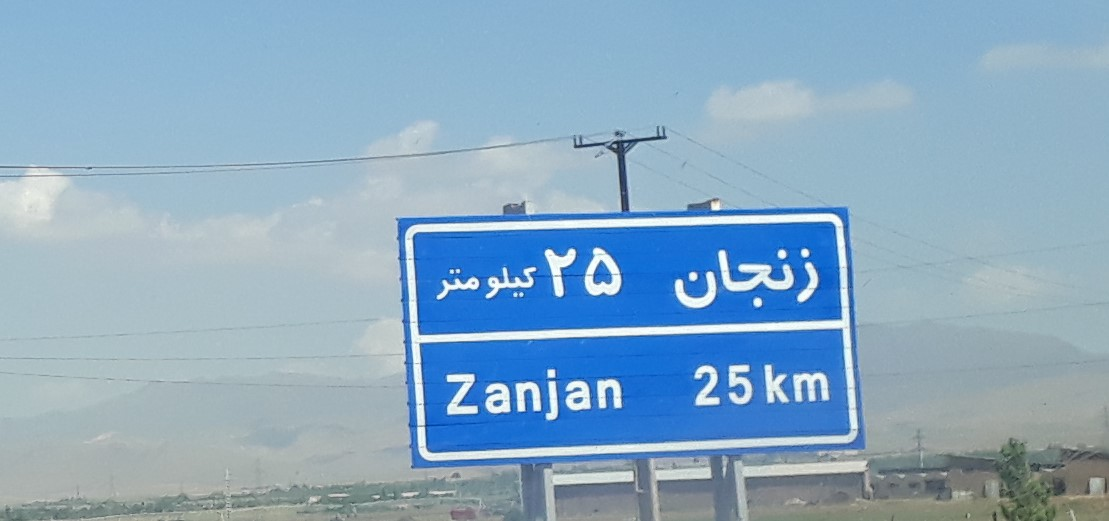
زنجان,۲۵ کیلومتر
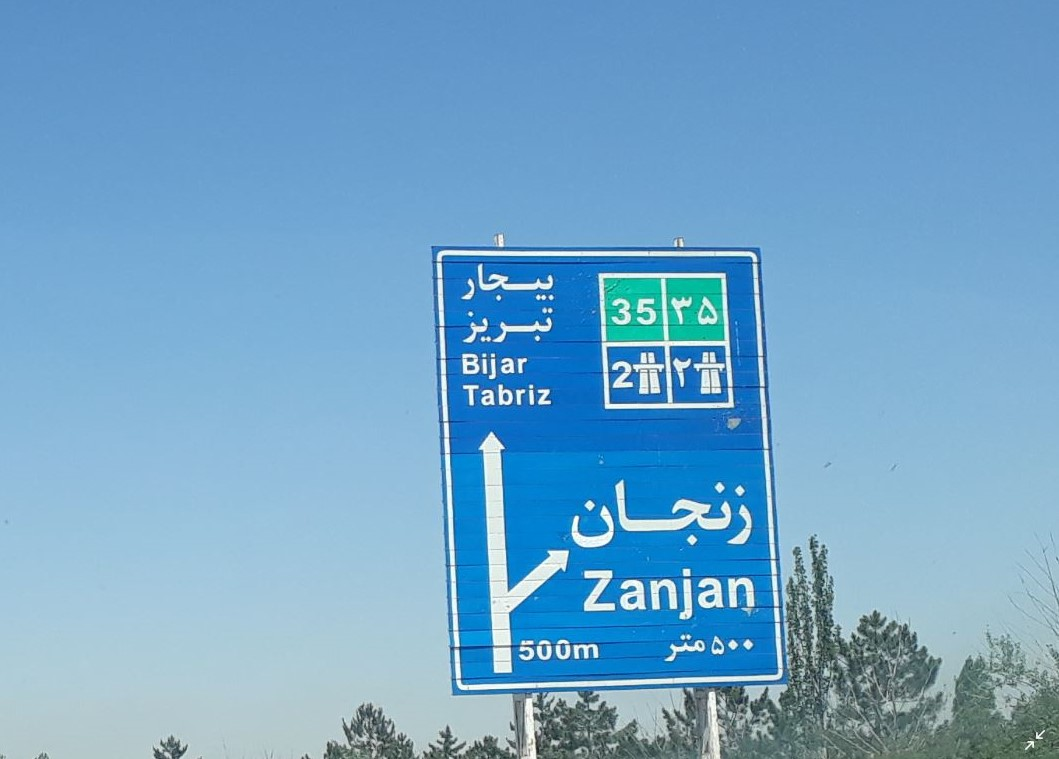
۵۰۰متر تا خروجی زنجان در آزادراه۲
آزادراه زنجان- قزوین کیلومتر۷
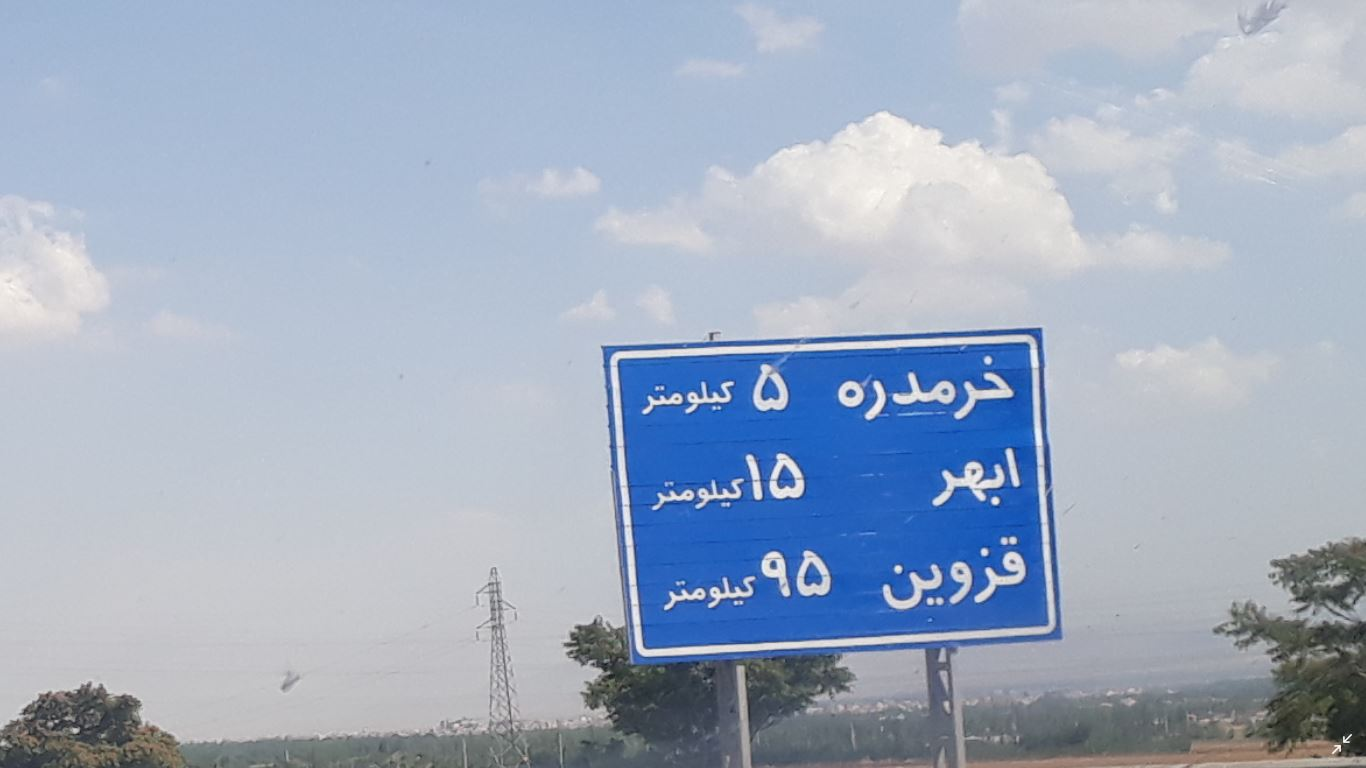
آزادراه زنجان قزوین
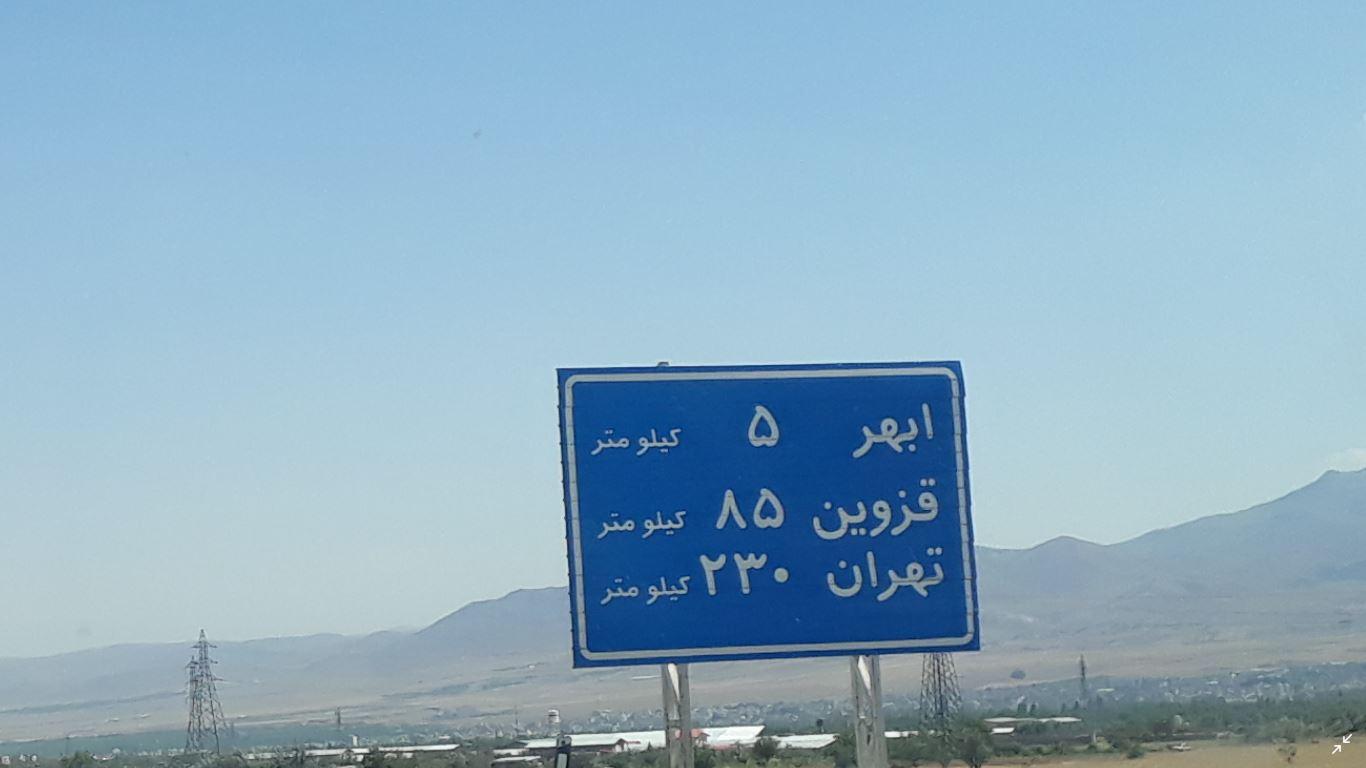
آزادراه زنجان- قزوین کیلومتر۸۳
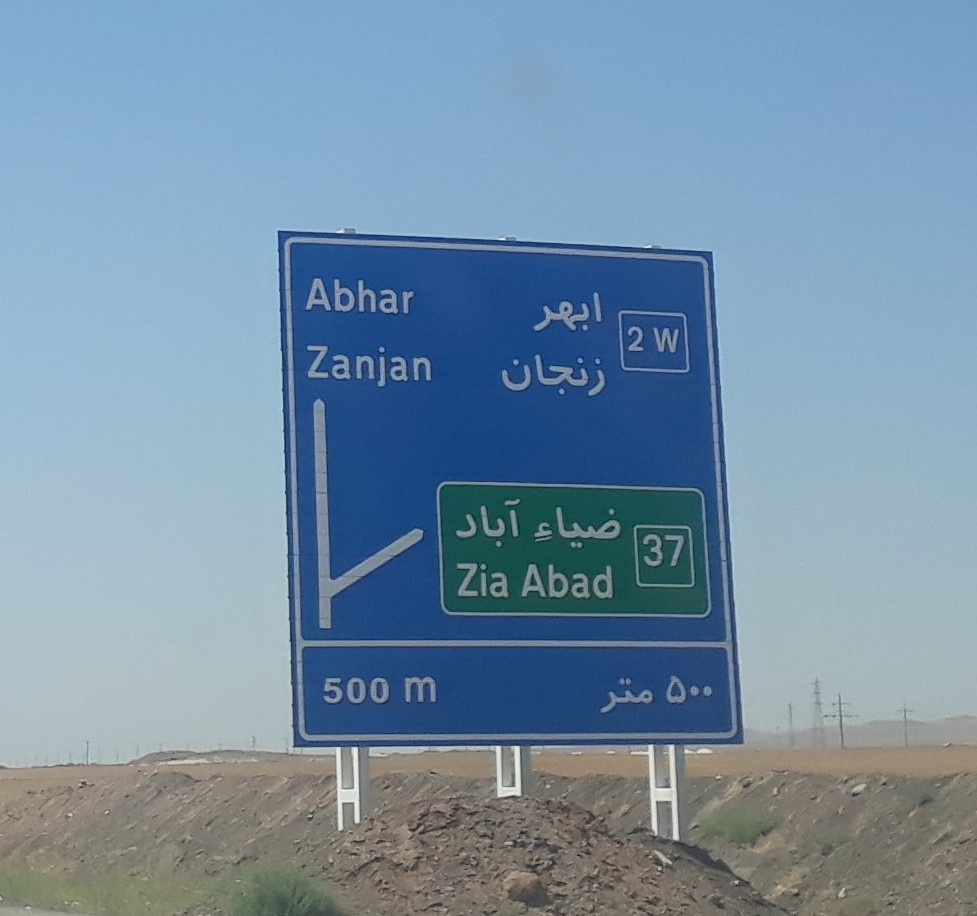
خروجی ضیاء آباد(به طرف جاده۳۷) در آزادراه قزوین زنجان
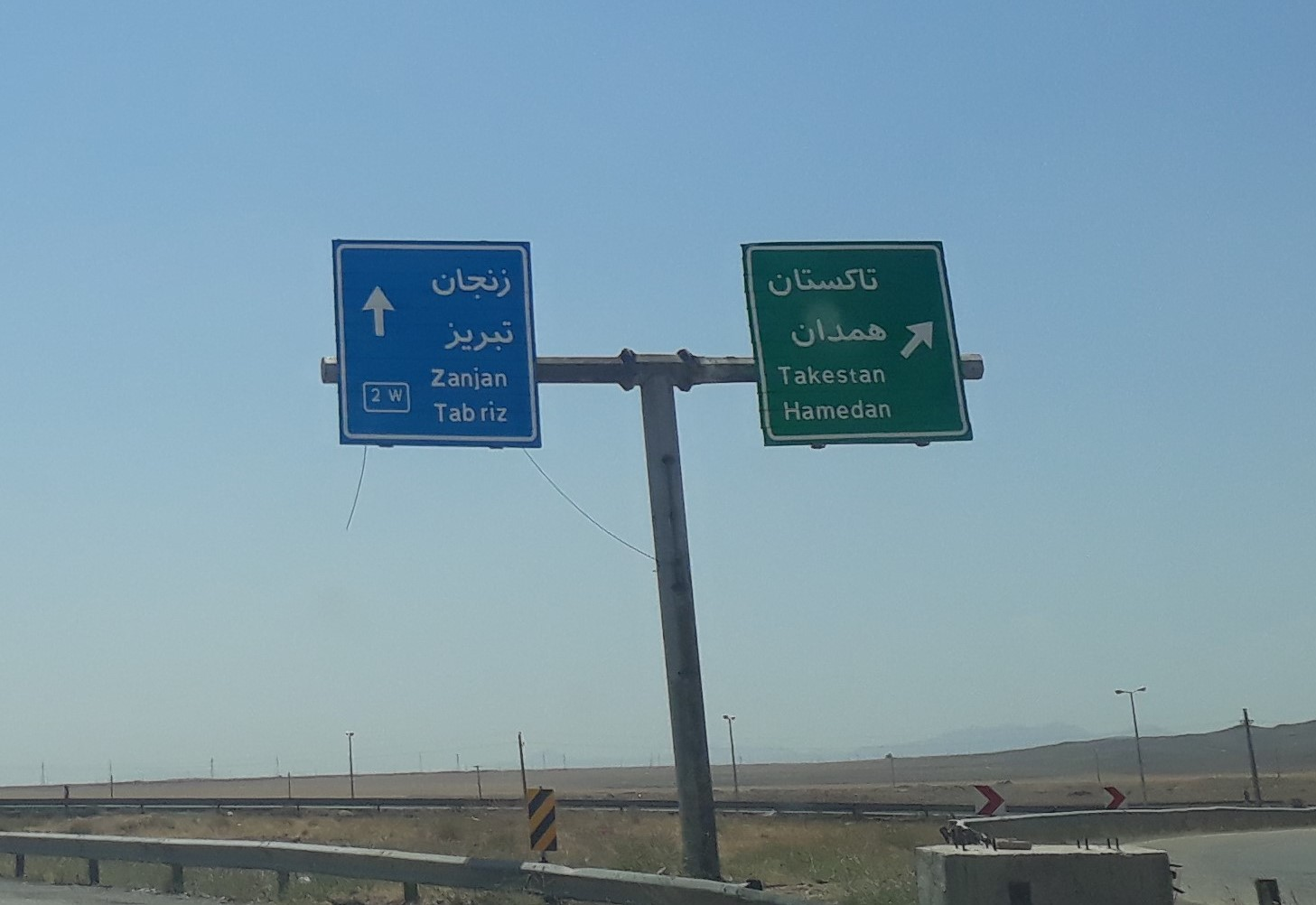
خروجی تاکستان در آزادراه قزوین- زنجان
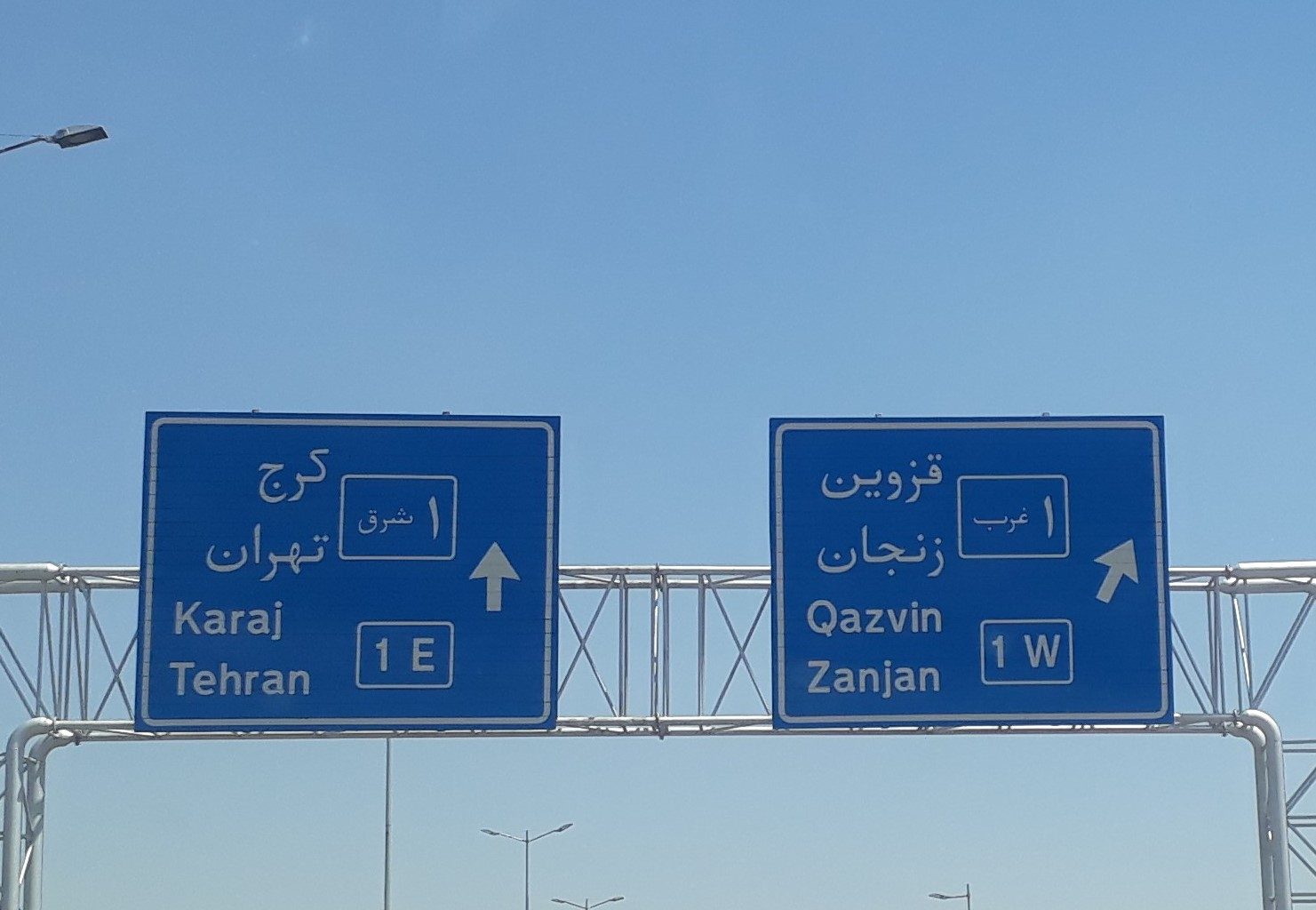
ورود به آزادراه۲ از آزادراه رشت-قزوین
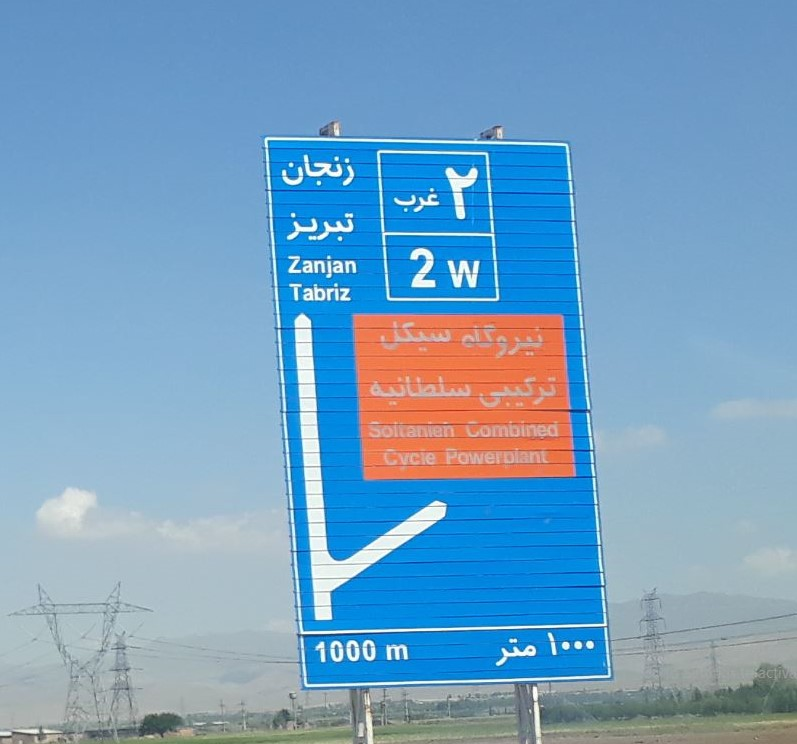
خروجی نیروگاه سیکل ترکیبی سلطانیه در آزادراه قزوین- زنجان
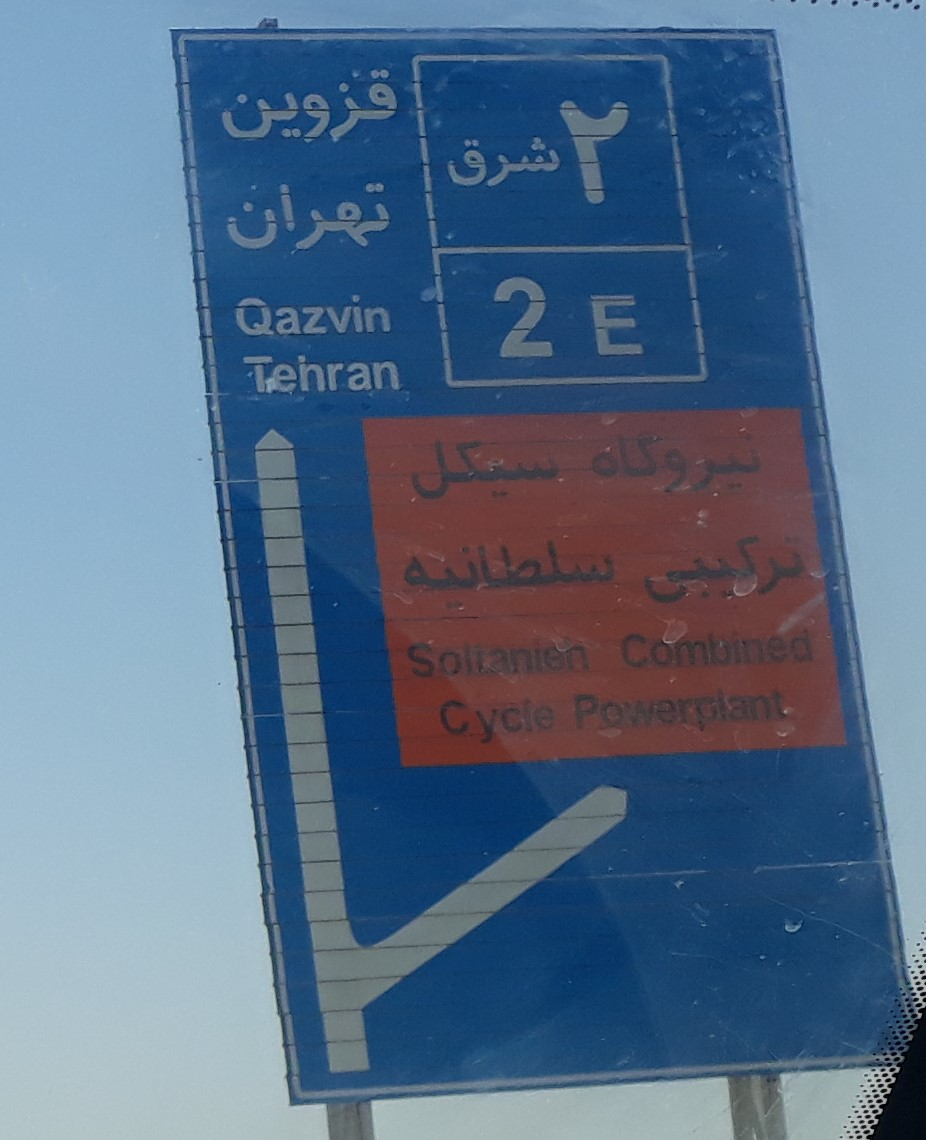
خروجی نیروگاه سیکل ترکیبی سلطانیه در آزادراه زنجان- قزوین
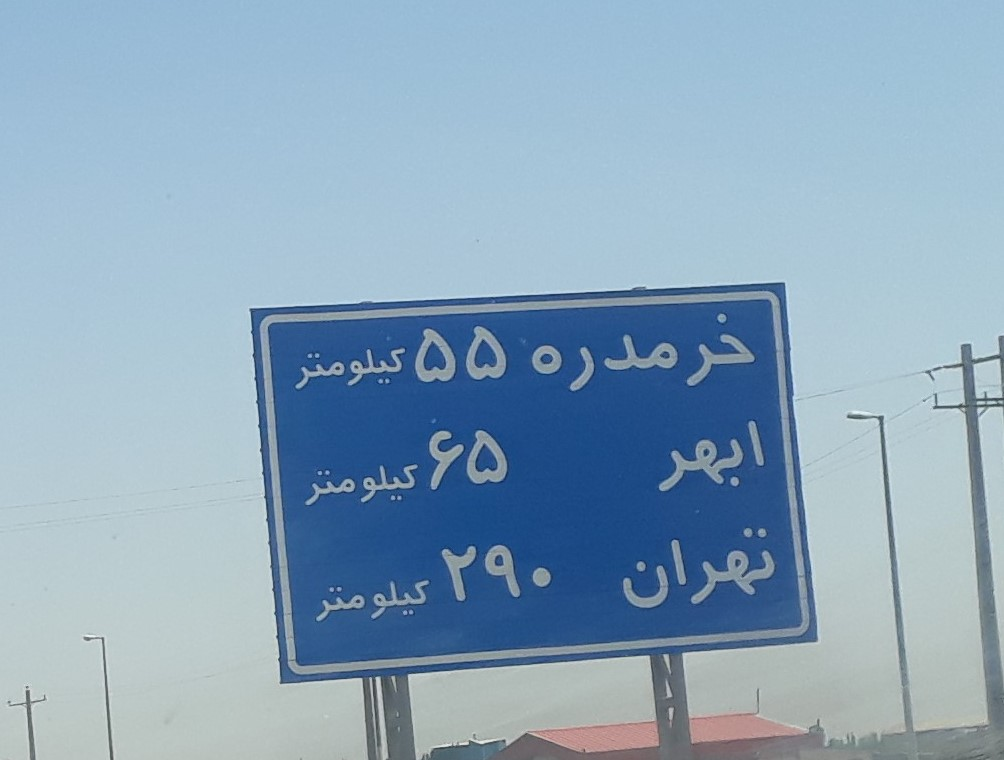
آزادراه زنجان- قزوین کیلومتر۲۷
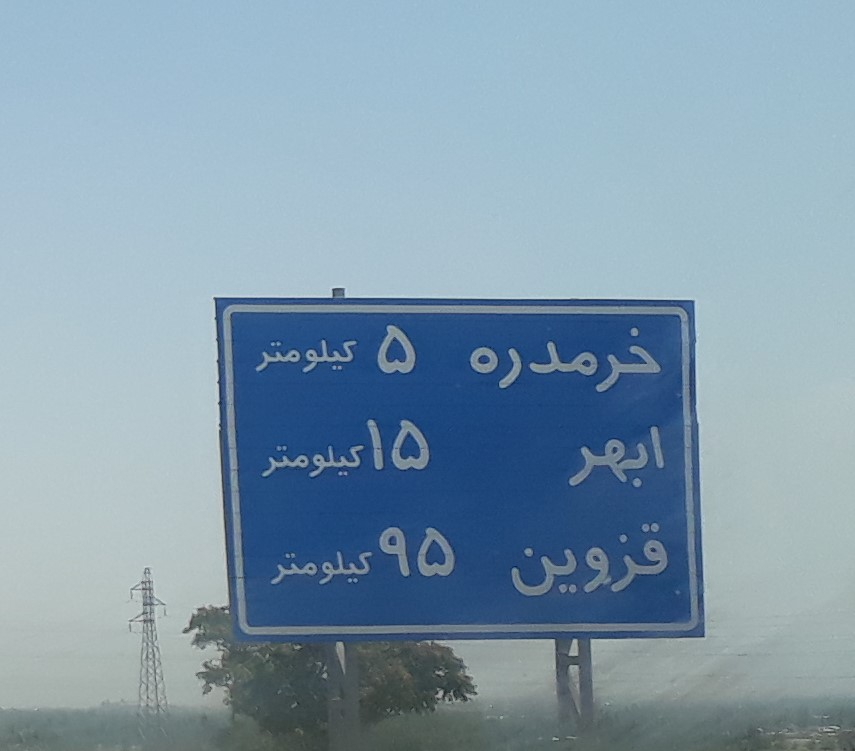
آزادراه زنجان- قزوین کیلومتر۷۳
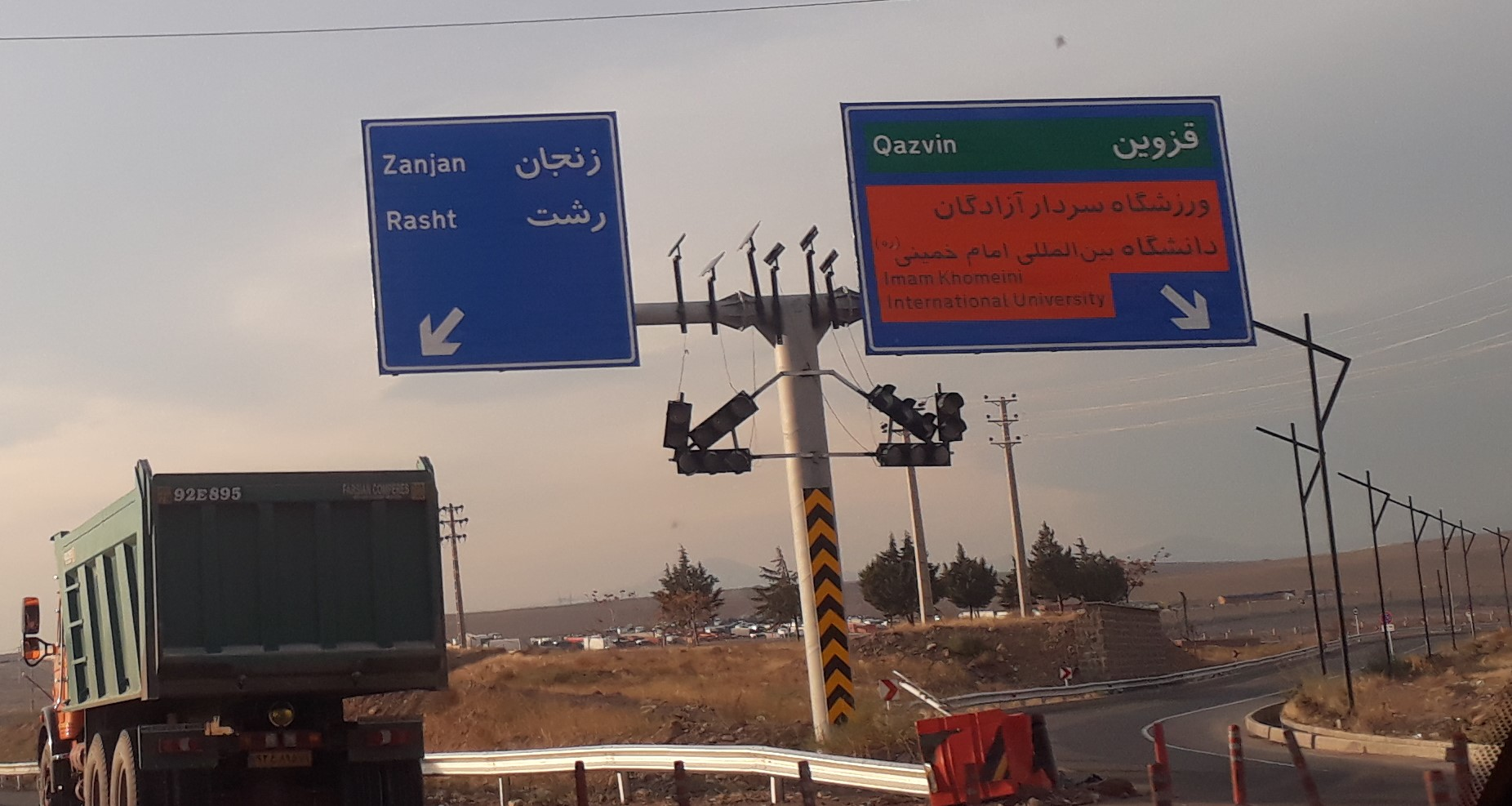
خروجی قزوین در آزادراه قزوین-زنجان
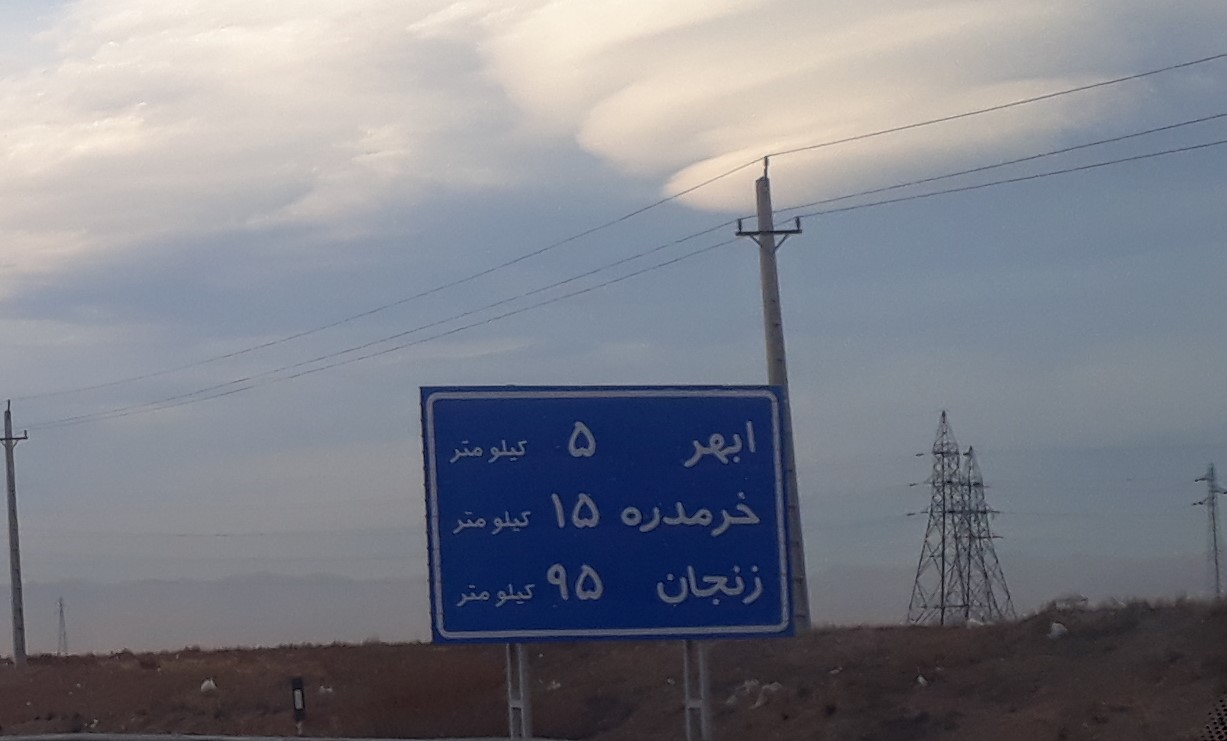
آزادراه قزوین-زنجان محدودۀ ابهر
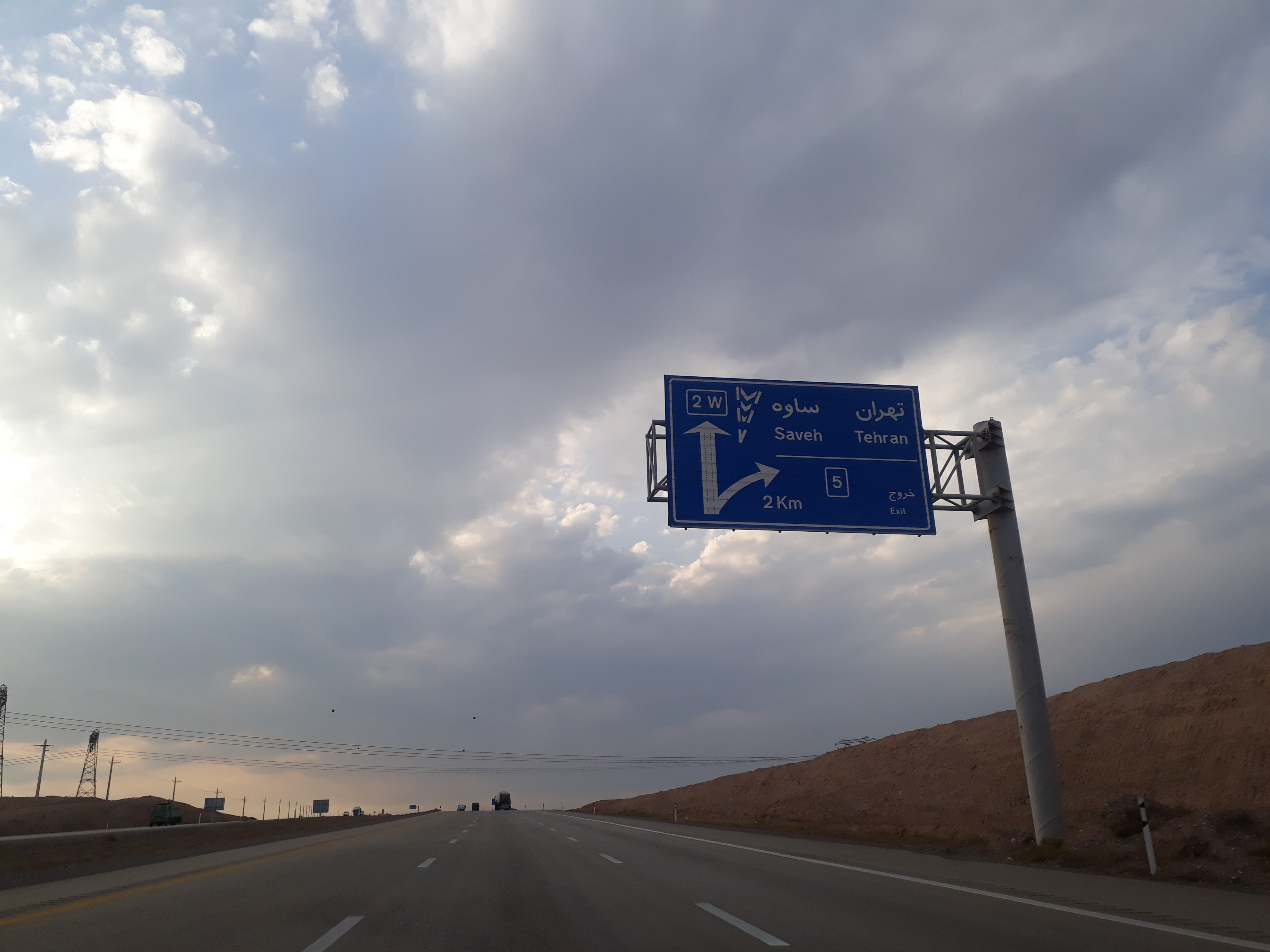
۲ کیلومتر تا خروجی آزادراه تهران-ساوه در آزادراه غدیر
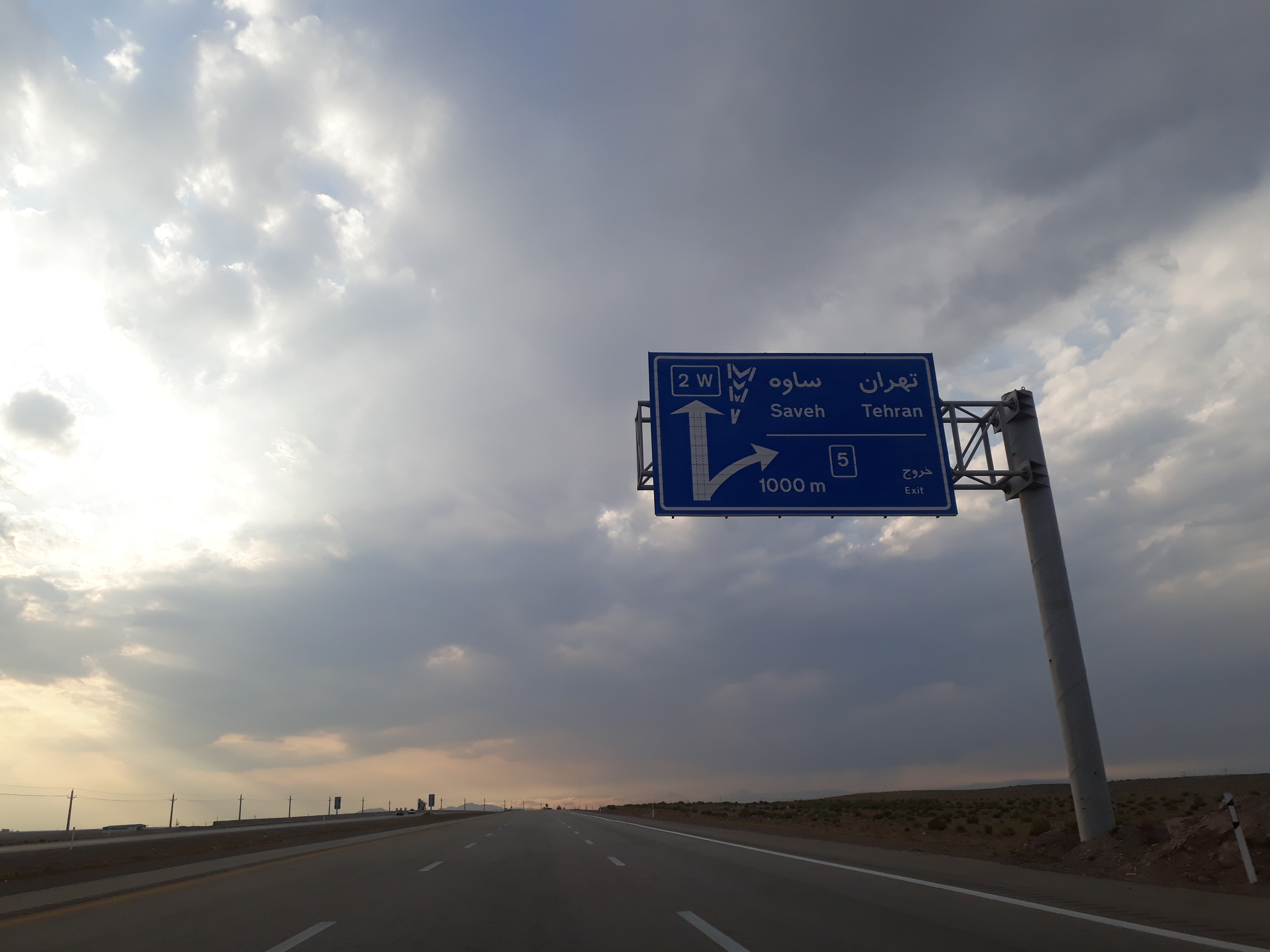
۱۰۰۰ متر تا خروجی آزادراه تهران-ساوه در آزادراه غدیر
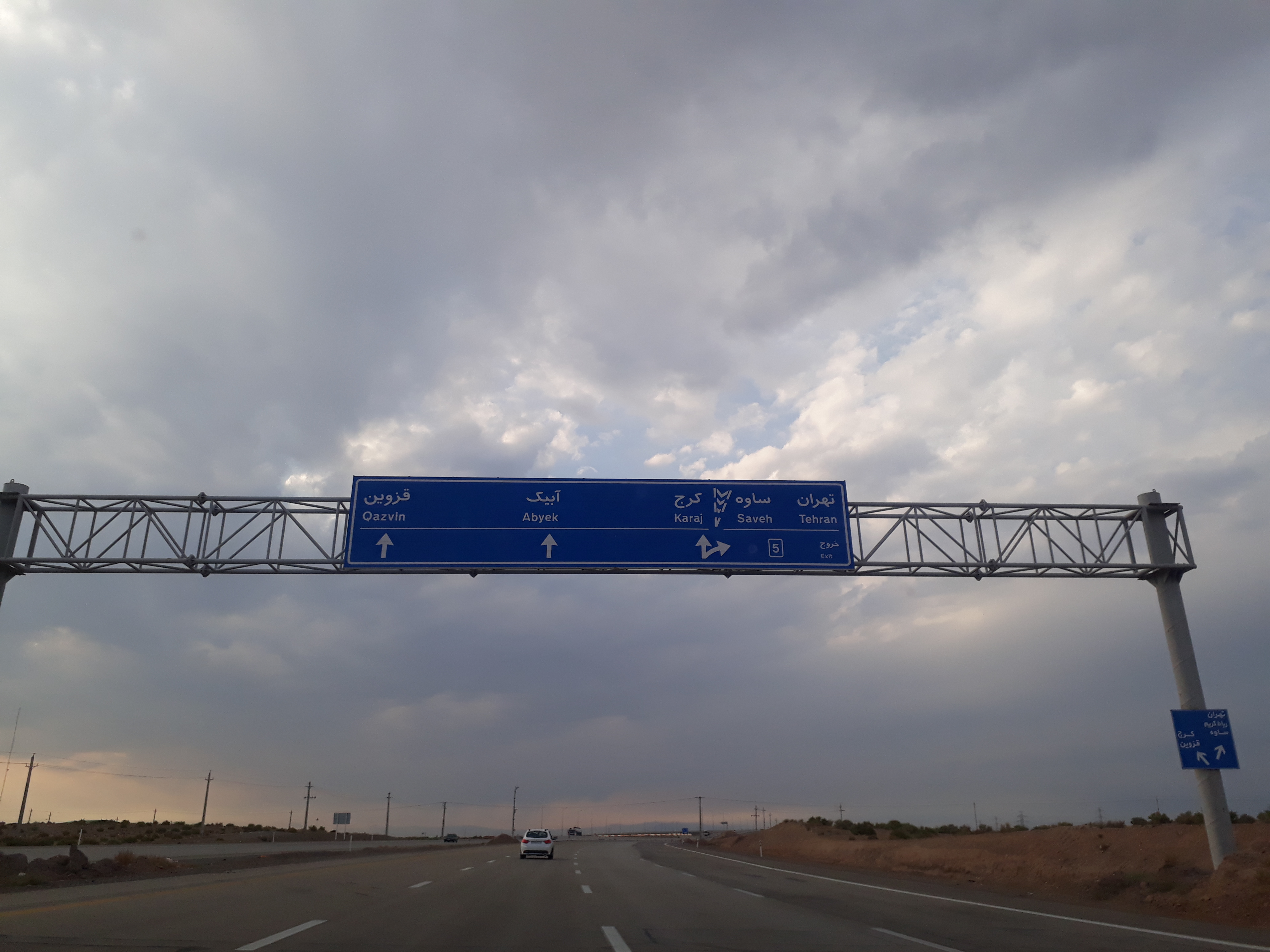
خروجی آزادراه تهران-ساوه در آزادراه غدیر
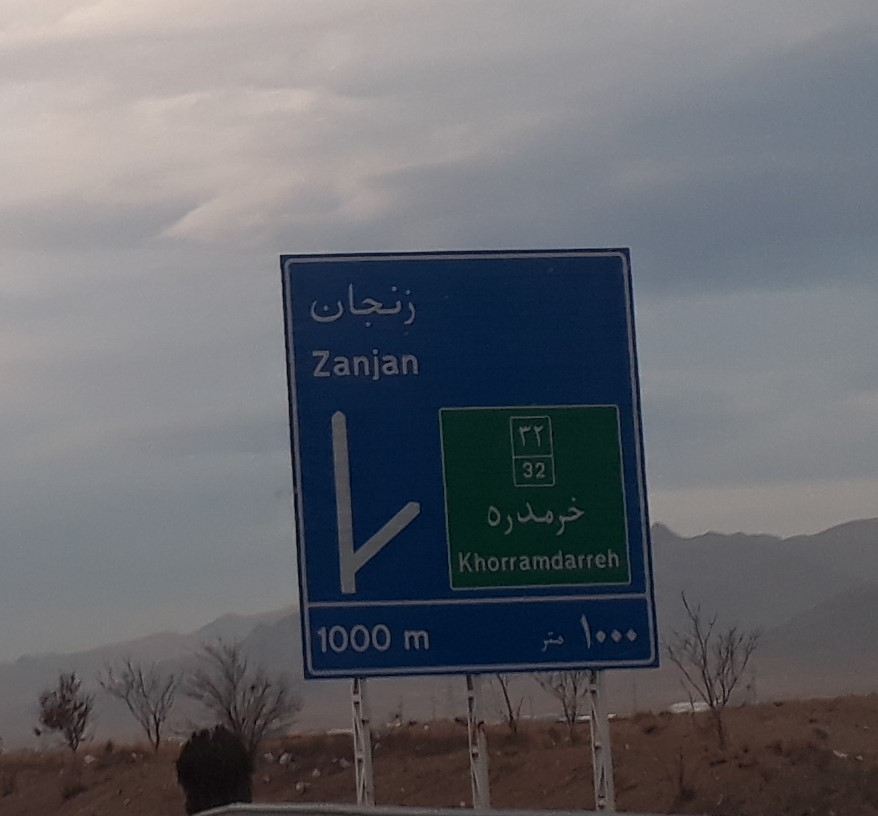
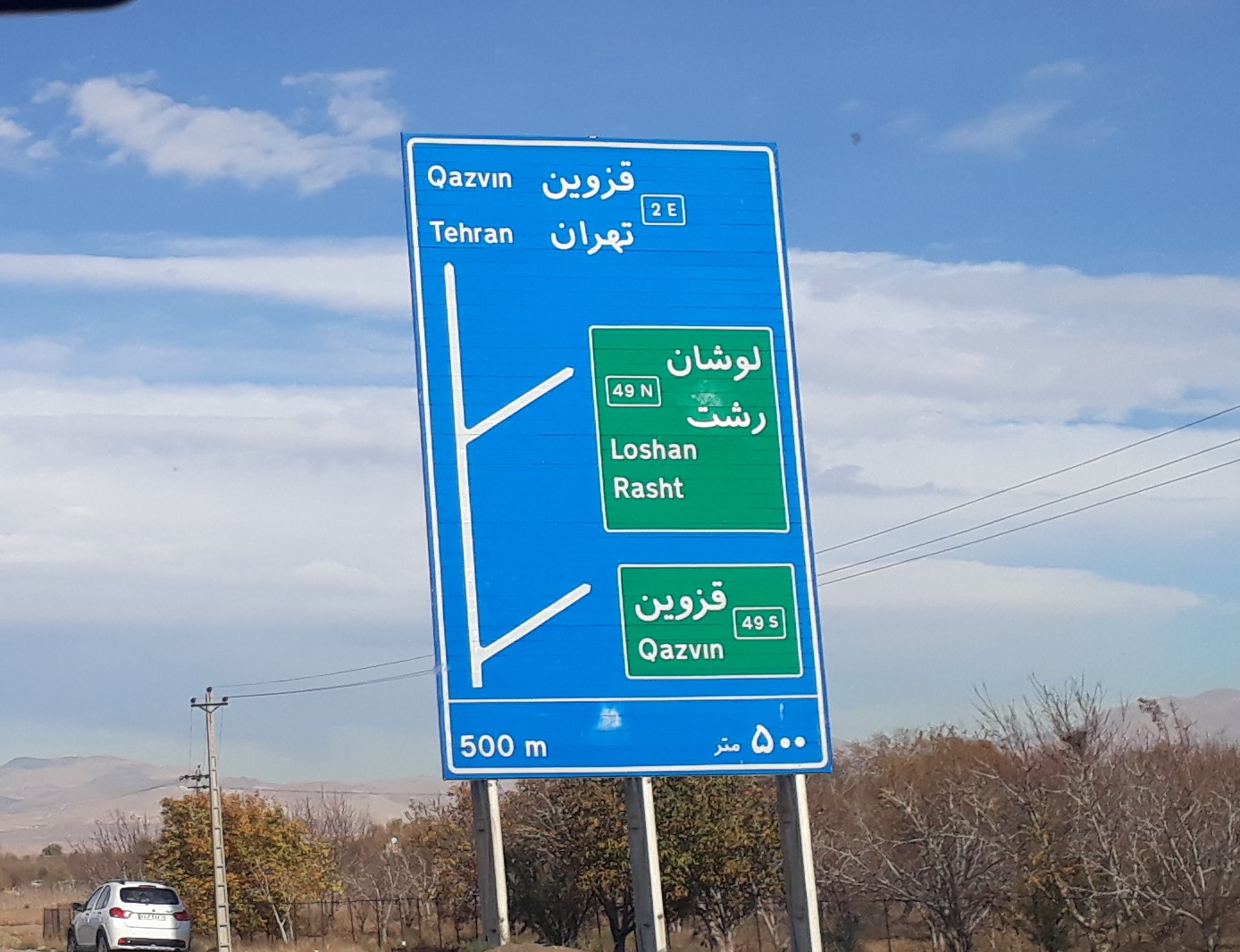
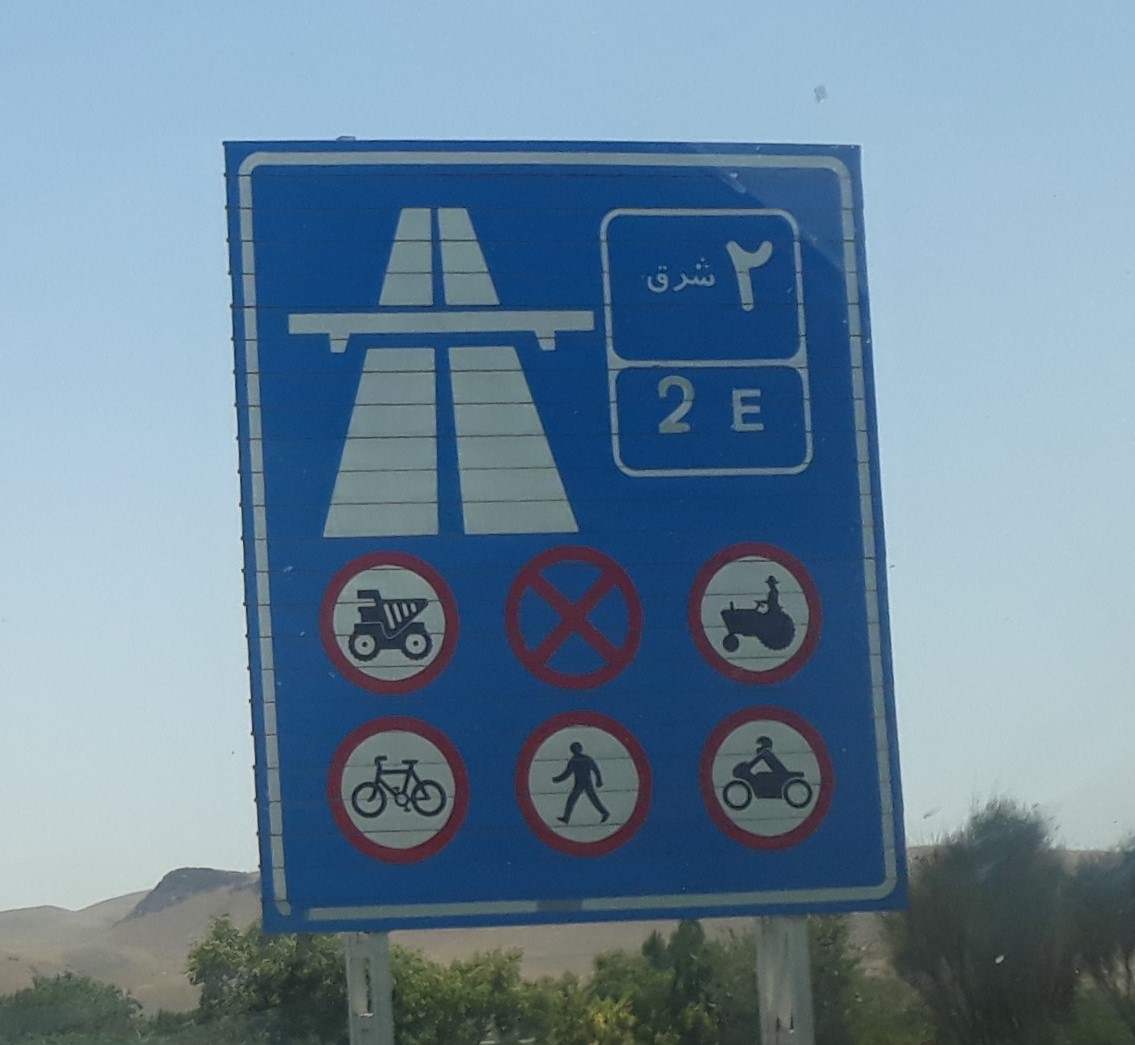
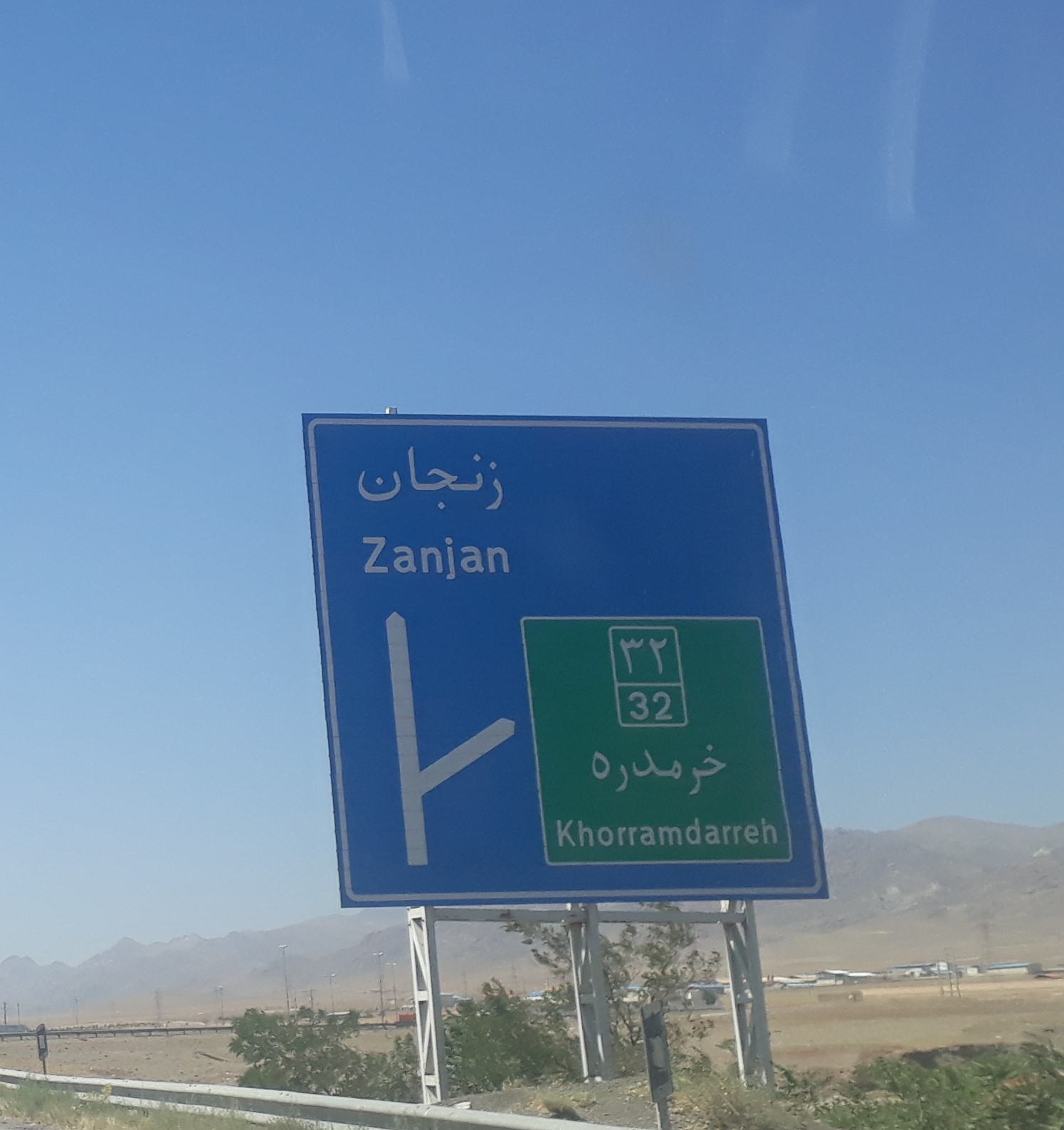
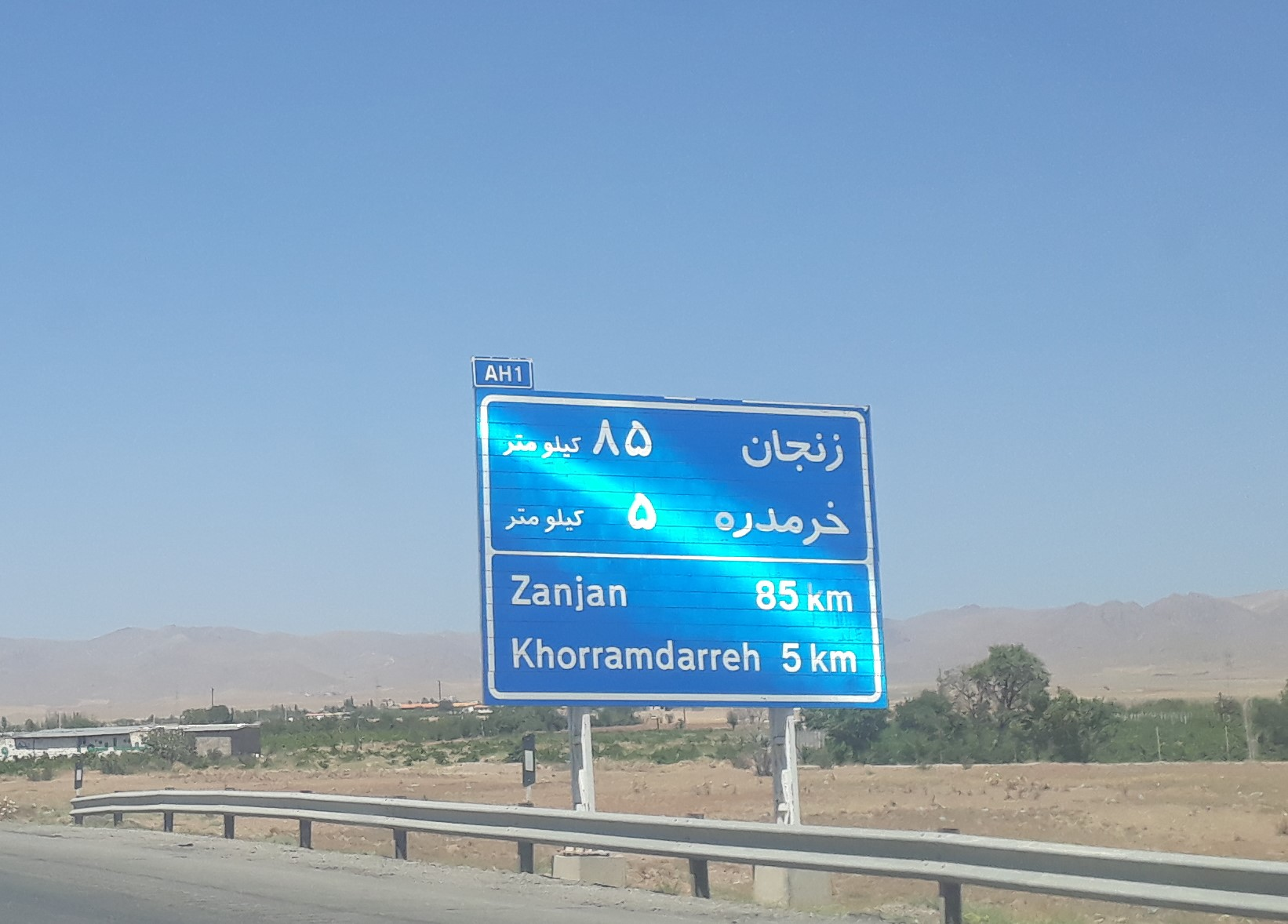
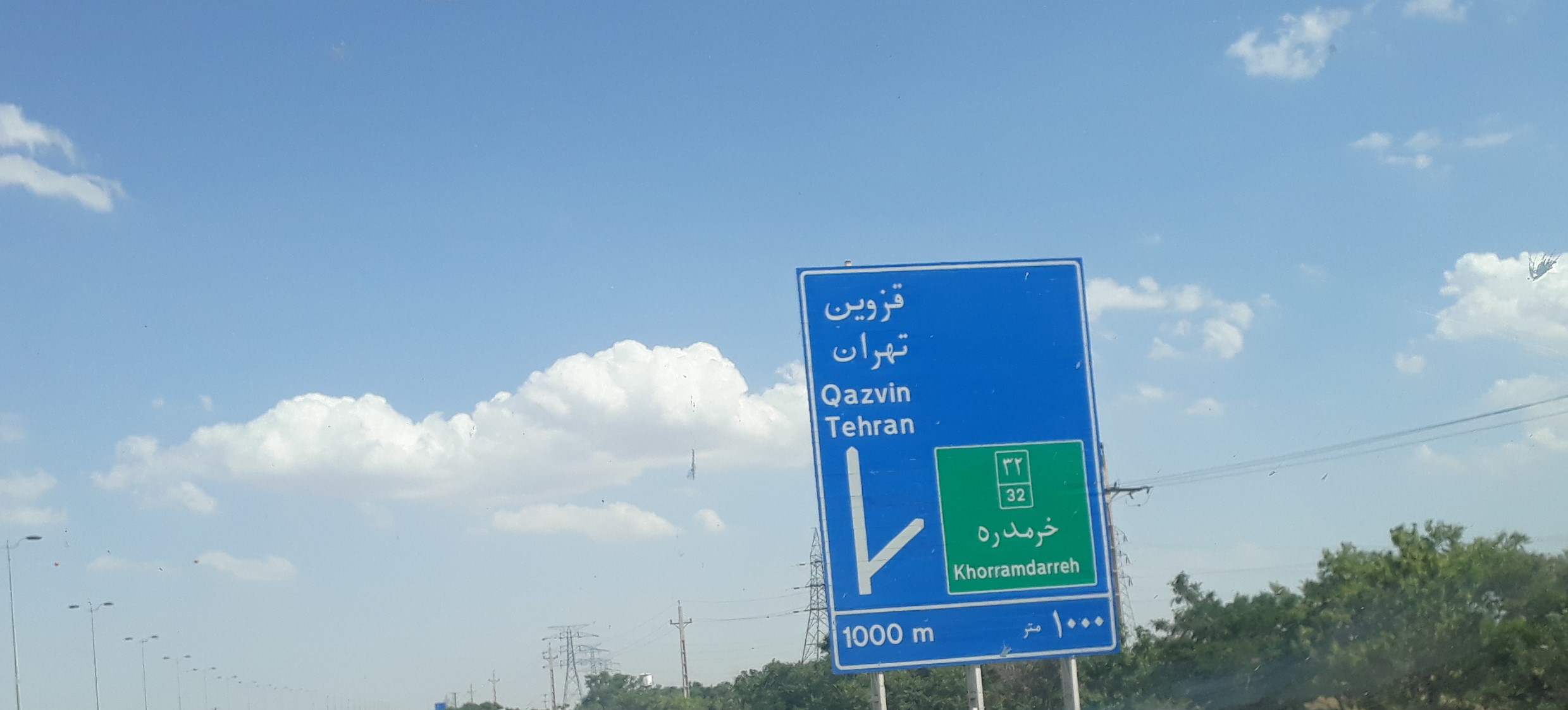

## طرح توسعه
در طرح توسعه بزرگراه شماره دو مسیر توسعه پیش‌بینی شده‌است. در بخش شرقی بزرگراه پایتخت ایران، تهران، را به شهر مشهد، دومین شهر بزرگ ایران و مرکز اقتصادی شمال، شمال شرق و شرق ایران، متصل خواهد نمود. در بخش غربی این بزرگراه تبریز را به مرز ایران و ترکیه متصل خواهد نمود.